# Mr.FULLSWINGの登場人物
Mr.FULLSWINGの登場人物（ミスターフルスイングのとうじょうじんぶつ）は、『週刊少年ジャンプ』（集英社）に連載されていた鈴木信也の漫画『Mr.FULLSWING』に登場する架空の人物及び学校の一覧である。
なお、声はドラマCD におけるキャストである。

## 埼玉県立十二支高校
作中における主な舞台となる十二支校野球部を擁する公立高校。20年前、村中紀洋率いる野球部が夏の甲子園3年連続優勝という輝かしい実績を遺したにもかかわらず、現在は弱小校に成り下がっている。一方、猿野たち1年生未加入の状態で部員が40人余りだったのに対して猿野の世代の入部試験受験者は57人もいた。

### 選手
猿野天国（さるの あまくに）
声 - 関智一
1年 右投右打 三塁手/一塁手 (捕手も経験)
7月25日生まれ 血液型O型 身長174cm。体重60kg（文庫版：63kg）
主人公。普段から破天荒で、無茶苦茶な行動を起こす。卑猥かつ下劣な発言や奇行そして行動ばかりが目立つが、野球素人ながら猛烈なスピードで成長し、いかなる状況でも決して挫けない根性と奇跡を起こす底力でチームの窮地を幾度となく救う、必要不可欠な存在へと成長する。
十二支野球部の1年女子マネージャー・鳥居凪に一目惚れして野球部に入り、県対抗選抜戦中に告白、めでたく結ばれる。2年後も熱愛中の模様だが、沢松と共に女子更衣室を覗くなど変態的な性癖は変わっていないようである。凪には精神的に支えられており、「凪の笑顔のために野球をやる」という発言からも分かるように、猿野が野球をするのは彼女の存在があるからに他ならない。地区予選が始まる前は凪を彼女にするという目的が部活をする上での最重要事項だったらしく、凪に恋人がいると勘違いして即野球部を退部（未遂）するなど、野球そのものへの執着は薄かった。
出会い頭に他人にあだ名をつけるのが癖らしく、猿野と関わったキャラクターのほとんどは彼に珍妙なあだ名で呼ばれている。関わった人物と友好関係を築くのが得意だが、敵と見做した相手には敵意を露わにして暴言を吐く直情的な所がある。
喧嘩はかなり強く、空手有段者にして次期部長と目される遊神楓と互角に渡り合い、その最中に乱入してきた男子生徒30人を彼女と共闘し倒すほどの腕前。さらにはウエイトリフティング部の部長でも持ち上げるのが難しいという120kgのバーベルを初挑戦で持ち上げるほどの腕力を誇っている。日頃の底抜けに明るい振る舞いからは察する事が出来ないが、自身が保育園に入る前に両親が離婚して以来母子家庭で育っており、旧姓は「雉子村」。その頃から知り合いのツテで酒屋を経営しており、自慢の並外れた筋力は家の手伝いで培われたものである。母の名前は寧（ねい）。再三に渡って猿野がギャグのネタにしていた「母親」と寧は無関係。実父は日本初のメジャーリーガー・雉子村九泉、2歳上の実兄はメジャー級の実力を持つエースピッチャー・雉子村黄泉。
すぐに脱ぎたがったり、女性用下着を頭に被って疾走したり、女装をしたり、全国放送で汚尻を晒したり、マウンドで脱糞しようとしたりと、外面についての羞恥心は全く感じられない。むしろ露出狂と言える。醜態を晒す度に相応のリンチを受けているが、懲りるつもりは全くない模様。また、稀にアニメネタのギャグをすることが幾度となくある（3巻で「新世紀エヴァンゲリオン」に登場するアダムの真似をして死んだふりをしたり、19話で唐突に「言葉の綾波レイちゃん」と発言したり20話で「汎用人型決戦兵器」などと作者がさり気なく「新世紀エヴァンゲリオン」のネタをパロディ化している）また、ガンダムネタをパロディする比率が非常に高い。
長打力はチーム随一を誇る。守備面は「サル以下」と酷評を受けていたが、牛尾宅での特訓により守備力の弱さを克服した（だがまだ発展途上）。肩も良い部類にあると見られる描写があり、走塁では本塁上の体当たりで落球させてランニングホームランを決めた描写も2回ある。特技はホームラン王・王貞治の得意技である『一本足打法』、獄楽島で会得した剛の秘打法『覇竹（はちく）』と選抜編にて白雪から伝授された静の秘打法『空蝉（うつせみ）』。そして使用頻度は低いが、打席の一番前に立ち、球の方へ倒れ込みながらバッティングする『全身突っ込み打法』。また、華武戦において屑桐の『五光』を攻略するため、司馬の『リズム打法』を使った事もある。兎丸曰く、「パクリ」。
凪の兄である剣菱からは、「あまくに」ではなく「てんごく君」と呼ばれている。
番外編『帰ってきたMr.FULLSWING』2話の設定では球速が130km/h。
名前の由来は十二支の「申」と天国。
犬飼冥（いぬかい めい）
声 - 新垣樽助
1年 左投左打 投手
11月2日生まれ 血液型AB型 身長185cm 体重67kg（文庫版：71kg）
猿野と仲が悪く、「バカ猿」「コゲ犬」などと呼び合い何かにつけ口論を繰り広げる、文字通りの犬猿の仲。常に猿野を見下すほど彼を目の敵にする理由は、自身が敬愛する野球選手である大神に似た姿の猿野がふざけた態度をとる事が気に喰わないためである。しかし、終盤では猿野を認めるようになったため、互いの関係はそれなりに改善されている。
口癖は「とりあえず」。そのため飼い犬の名前も「トリアエズ」（4歳5ヶ月の雄犬）。色黒でかなりの高身長、左目の泣き黒子が特徴的な銀髪金眼の美少年だが、大変無愛想かつ根暗な性格であり、幼馴染の辰羅川と御柳、天敵かつライバルの猿野、大神の面影を見ている牛尾以外の人物には自ら接触する事を滅多にしない。また、日常・試合中問わず我侭で自分勝手な態度が目立ち、入部試験と華舞との練習試合の合計2戦の勝利を私情でフイにしているため、作中でも犬飼の問題点として指摘されている。派手な外見に似合わずお笑い好きで、特に『お江戸でござる』や落語（林家木久蔵のファン）など、コテコテで古典的な笑いを好むらしい。優れた容姿や野球へのストイックな態度から女子に多大なる人気を誇り、猿野ら非モテ男子の嫉妬を買うが、小さい頃から姉にいじめられている事が原因で、本人は女嫌いである。
御柳を野球の道に引き戻すために喧嘩を売った不良達に利き腕である左腕を折られ、全快するまでのリハビリとして中学3年間は辰羅川と共にソフトボール部に所属しており、ウインドミル投法やライズボールなど右腕でソフトボールのピッチングをする事も出来る。入部試験時点で辰羅川が140km/h超と申告する剛速球を持っており、2年後はプロ野球界からも注目され始めているが、それと同時にますますファンが増え（選抜戦で全国的に有名になってしまったため）、困り果てている。
伊豆合宿では初日のクロスカントリーで負傷して2日目と3日目のテストに参加できなかったにもかかわらず、4日目の打撃テストが終了した後の序列発表で賊軍落ちしたことに驚いていた。
猿野が女装した姿・明美に好意を抱いているようで、辰羅川に「あのコのファンクラブ入る」とカミングアウトするほどの入れ込み具合。しかし、場面によっては化け物扱いして容赦なく攻撃する事もある。
特技はソフトの投球フォームを利用した、球が打者の前で浮き上がる『ライズボール』と、野球の師・大神が遺した『四大秘球』（カット・ファスト・ボール『蛟竜（こうりゅう）』、球が止まって見える『飛竜（ひりゅう）』、大きく山なりの軌道でストライクに入る『天竜（てんりゅう）』、球が消える『終の秘球 白竜（ついのひきゅう びゃくりゅう）』がある）。だがしかし犬飼の使っていた四大秘球は上半身の技のみに頼ったほぼ未完成のものだった事が選抜編にて判明し、「魔の六甲おろし坂」で白雪によって行われた「息継ぎなし坂登り（ノーブレスクライミング）」の特訓で下半身を鍛え、『極・蛟竜』、『裂・飛竜』、『激・天竜』、『終の秘球 神・白竜』の真の四大秘球を会得し、更に打者の手元でかなり伸び、捕球したキャッチャーはおろか審判までもバックネットに押し込む、オリジナルの第五の秘球にして究極のストレート『臥竜点睛（がりょうてんせい）』を生み出した。投法はオーバースロー（ライズの場合右のウィンドミル）。
公式ガイドブックによると「ヒットを打つことはほとんどなく、見逃しの三振もしばしば」とのことであり、部内戦でも「打撃は淡泊」と評された。
本作連載前にビリヤード漫画として構想されていた没ネームの段階でも、猿野のライバルとして同姓同名の人物が描かれていた。
番外編『帰ってきたMr.FULLSWING』では矢鱈と犬好きをアピールしている。2話の設定では球速が149km/h。
名前の由来は十二支の「戌」と冥府。
兎丸比乃（とまる ぴの）
声 - 川上とも子
1年 左投左打 外野手（中堅手）/二塁手
5月31日生まれ 血液型AB型 身長154cm 体重42kg（文庫版：46kg）
特徴は耳付きの帽子と帽子と同じ柄のリストバンド、目の下の逆三角形の日除けペイント。十二支で唯一、半袖のアンダーシャツを着用している。外見は小学生並に幼く可愛らしい顔付きで、言動もあどけなさが残るが、腹黒い一面も併せ持つ。
自分の脚に誇りを持ち、走りに関しては誰にも負けない事を自負している。負けん気が強く、相手チームの投手を挑発したり、兎丸と同じく俊足を武器とする7Bの霧咲には対抗意識を剥き出しにする等のシーンが見られる。
ゲームが好きで、部活中も暇を見付けてはゲームをしている。また、絵を描く事が得意で、番外編では猿野達の似顔絵を描いて披露した。
同じクラスの司馬とはどこかで気が合うのかとても仲が良く、兎丸は唯一司馬の思考が理解出来る貴重な人物である。猿野からは「すばしっこいガキ」の意で「スバガキ」と呼ばれており、対して兎丸は誕生日的には猿野より年上ながら猿野の事を「兄（あん）ちゃん」と呼んでいる。猿野に関しては、野球の才能と根性を認め、言動や行動が面白いからと懐いている。また、部内戦以降は貴重な猿野の突っ込み役を買って出ており、子津達とは異なる暴力的な突っ込みを行う事がある。2年後は身長が少し伸びており、帽子は被っておらず、リストバンドも一色のものに変更するなど多少落ち着いた印象を受ける。が、内面の子供っぽさは変わっておらず、毎日のように野球部の後輩達とゲームで遊んでいるらしい。
身長は低いが部内一の俊足で、三段加速の超走塁、『T・O・S・VR（テイク・オフ・スピード・ブイアール）』と四段加速にして最後は前方宙返りをし捕手を飛び越す大技『T・O・S・VR・改』、バット、スパイク、ヘルメットという全リミッターを解除し疾走する『T・O・S・フルバーニア』、極端なダウンスイング、『断頭台（ギロチン）』、前方に走り込む事でミートの威力を増す『断頭台ターボ』、バントバージョンの『断頭台バント』が武器。また、黒撰戦で体を一回転させてからバットを振る『回転木馬』という技を編み出すが、無念にもその打法は通用しなかった。羊谷から「非力なバッター」と指摘されたことがあったが、入部第一試験の砲丸投げ（砲丸を10メートル投げ飛ばさないとその時点で入部できない。高校生の砲丸投げの平均は8メートル前後）をクリアしている（作者はQ&Aコーナーで「この質問は引きたくなかった」とコメントしていた）。加えて、獄楽島の第二修練の「鯉のぼり」（30分間、綱にぶら下がり続ける）をクリアしている（作者はこのことについて「後先考えずに書いたのでわからない」と答えている）。しかし、第三修練の「人間ばん馬」で脱落してしまう。
埼玉選抜にも選ばれたが、試合に出た描写は無い。
本作連載前にビリヤード漫画として構想されていた没ネームの段階では「兎丸頼男」というビリヤード部員として描かれており、作者曰く外見は「オドオドした猪里先輩みたい」。
モデルは『プロ野球ファミリースタジアム』のピノ。名前の由来は十二支の「卯」。
司馬葵（しば あおい）
声 - ？？？
1年 右投右打 二塁手/遊撃手
12月24日生まれ 血液型A型 身長179cm 体重62kg（文庫版：67kg）
無口（というか一度も台詞を発した事が無い）で極度の人見知りだが温厚な性格で、腹を空かした猿野におかずを譲ったり、怪我をしたイタチ（正式にはフェレット。命名ウナギ・通称ウナちゃん）を匿うなどの優しさの持ち主。しかし、同じポジションだった蛇神に対抗心を燃やすなど、負けず嫌いな一面も持つ。いつもイヤホンを付けて音楽を聴いている。サングラスを掛けており、素顔は不明。作中で司馬のサングラスが外れる描写が数回あったが、いずれも彼の目元は固くガードされている。2年後も、その謎に包まれた外見の変化はほぼ見られなかった。ユニフォームの着こなしはだらしがない。袖が長め（手がほとんど隠れ、指先が出る程度）の服を好む。
兎丸と非常に仲が良く、部内で唯一完璧な意思疎通が出来ており、恥ずかしがり屋で喋れない司馬の代弁をよくしてもらっている。彼の通訳なしには、司馬と他の野球部員のコミュニケーションはほぼ成り立たない。兎丸との関係で司馬は、プレッシャーに震える兎丸にアドバイスを送り勇気付けるなど、メンタル面を支える役目を担っている。
滅多に使われないが、猿野からは「音符くん」と呼ばれている（他のキャラと違って司馬にはなぜあだ名がないのか、という読者からの質問により命名）。
守備は超一流で、至近距離で打たれた3つの打球を全てキャッチできるほど。ミスもほとんどない(ただしレギュラー決定戦で変則ルールにより手足に重りを付けられたことからエラーを記録した)、鉄壁を誇る守備の鬼。打撃では得意のリズムを打つことで球を見極める、『リズム打法』の使い手であり、リズムを掴むために最終打席まで1度もバットを振らず、見逃し三振を続けるという極端な作戦に出たこともある。
番外編『帰ってきたMr.FULLSWING』5話では涼しい顔をしてカレーライスを100皿近く食べる大食いぶりを見せつけた。
名前の由来は十二支の「午」。作者曰く、彼のネーミングは「隣の芝は青い」という諺から思いついたとか。
子津忠之介（ねづ ちゅうのすけ）
声 - 山口勝平
1年 右投右打 投手/外野手(右翼手)
9月11日生まれ 血液型A型 身長165cm 体重54kg（文庫版：62kg）
ヘアバンドと頬のそばかす、鼻の赤らみが特徴。語尾に「っす」と付ける体育会系の口調で話す。真面目で温厚な性格をしており、部員やマネージャー達からの印象は極めて良い。入部試験で同じBチームだった猿野とは性格は正反対で、入部試験当初こそは野球の常識を知らない猿野を内心厄介者のように見ていたが、入部試験後は同期の中でも猿野と特に親しい間柄となり、猿野からも「ネズッチュー」と呼ばれ頻繁にいじられている。この作品における貴重な突っ込み役の一人で、いつも猿野達のボケにあらゆる驚き方で突っ込んでいるが、ストレスが溜まり過ぎるとたまに壊れ、猿野を困惑させるほど自虐的になる様子も見られる。雄軍から外れ、校舎裏で1人で特訓をしていた際に2年の黒豹一銭と出会い、影響を受けた。
己の凡才を自覚しており、コンプレックスを抱いているが、それを補うための尽力を惜しまない大変な努力家。サイドスローやアンダースローも、その努力によって短期間で会得してみせた（習得前はオーバースローで投球していた）。「野球を好きな気持ちだけは誰にも負けない」と自負しており、そのため「野球LOVE」を唱える牛尾を尊敬している。当初の評価は羊谷曰く「ピッチャーとしての武器がない」、2・3年生曰く「肩が弱い」と散々であり「部内戦で結果が出なければピッチャーを辞めることになる」「打撃を活かして野手にコンバートしたらどうか」と羊谷に伝えられる程であった。2年後は新主将に就任し、主将の証であるジャージも牛尾から受け継いだ。なお、子津が2年生だった時の主将が誰なのかは不明。
特技はプレートの右端ギリギリまで踏み込んで右打者の内角を抉る『クロスファイヤー』、50km台の『超スローカーブ』、羊谷から伝授された、極端に低いリリースポイントから放たれるアンダースロー『燕（スワロー）』とそれの発展系である、巻き起こる砂塵が球道を覆い隠し、打者の視界から球が消える『砂摩（すなずり）』。
番外編『帰ってきたMr.FULLSWING』15話では食べられたものではない味の闇鍋をまともなレベルに味付けし直す料理スキルを発揮した。
本作連載前にビリヤード漫画として構想されていた没ネームの段階では、ビリヤード研究会の部員である「鼠城無人」というイカサマキャラとして描かれた
名前の由来は十二支の「子」とネズミの鳴き声である「チュウ」。
辰羅川信二（たつらがわ しんじ）
声 - 中村大樹
1年 右投右打 捕手
2月6日生まれ 血液型O型 身長170cm 体重56kg（文庫版：61kg）
メガネをかけている。犬飼・御柳と幼馴染で、犬飼とは小学生時代からバッテリーを組んでいる。一人称は「私」で、常に敬語で話す。
犬飼からは「辰」、猿野からはモミアゲが特徴的な事から「モミー」と呼ばれている。連載初期は長嶋茂雄監督のような不思議英単語交じりの口調で話していた。子津に並ぶ貴重な突っ込み役で、十二支の面々のボケにいつも眼鏡を割ってまで突っ込んでいる。猿野のことは最初の方こそ野球の技術の低さや取り組み姿勢の悪さから嫌っていたが、犬飼のライバル的存在である事や大神に似ている事などから特別視し、何かと気に掛けている。
心配性でパニックに陥り易い所があり、殊更犬飼の事となると周りが見えなくなるが、基本的には思慮深く、誰にでも気遣いの出来る性格である。辰羅川のリーダーシップはチームメイト達に評価されており、2年後は新主将候補へ名前が挙がるも、犬飼の世話が忙しいからと断った（この理由が罷り通るほど、辰羅川と犬飼の関係は作中で容認されている）。常に犬飼の傍にいるため、御柳からは「テメーいつまで金魚の糞やってんだ、ウゼーんだよ」と非難される。そこまで犬飼に依存するのは彼の野球の才能に夢を託しているからであり、辰羅川も猿野達同様自分の夢のために努力しているキャラと言えるのだが、読者からは「十二支のキャラの中で一番地味だ」「犬飼の事ばかり構っててキモい」などと叩かれていたらしい。
肩や体格などフィジカル面で見劣りする分頭脳戦に長けており、1年の総大将にして十二支の参謀官的な役割を果たしている。部内戦では、入部試験で奇跡を起こしたことを買ってまだ素人同然であった猿野を起用し、変則ルールにより相手に付ける重り8点分を全て外野手に付けて猿野のサヨナラのチャンスに賭けるという大博打を打った。
なお、打撃面に関しては入部試験で子津からホームランを放って猿野達Bチームを窮地に追い込む活躍をした事と、部内戦で鹿目からタイムリーヒットを放った以降はこれといって目立った活躍をしておらず、地区予選では安打を打った描写が全くといっていいほど無い（辰羅川がヒットを打った描写があるのは5回コールドで勝利した明嬢戦のみ）。バッティングに関しては、ほとんど良い結果を出していないと言える。
また、武軍戦で最終回の先頭打者で打席に向かう際、最近の試合で三振や凡打の描写が多く活躍していないことから猿野に「線香花火スタート」と揶揄された。武軍戦では敵の戦略を見抜き勝利に貢献した。
番外編『帰ってきたMr.FULLSWING』では本編で考えられないほどの変態キャラとなり、犬飼に対する同性愛感情をうかがわせる描写もある。8話では犬飼の愛犬「トリアエズ」よりも犬飼からの扱いが悪い様子を見せた。
モデルは元東京ヤクルトスワローズ・監督兼捕手の古田敦也。
名前の由来は十二支の「辰」。
虎鉄大河（こてつ たいが）
声 - 森久保祥太郎
2年 右投右打 一塁手
12月2日生まれ 血液型B型 身長167cm 体重53kg
八重歯があり、頬にフェイスペイントをしている。バンダナ収集が趣味で頭には虎柄のバンダナを巻いている。就寝時以外は常時着用しているようで、唯一バンダナを外した姿は本編では獄楽島合宿編での一度だけであり、前髪が少し垂れたオールバック（この姿は後に文庫版のオマケ漫画で頻繁に見られる）。モミアゲは風変わりな形状にカットしており、こだわりがあるらしい。本人曰く「アメリカ生まれのヒップホップ育ち」らしく、語尾が「Ze」、「Yo」などのローマ字。
根っからの女好きで、初登場時から凪の事も度々口説いているため、猿野の恋敵（ライバル）的存在でもある。猿野がサードとしてレギュラーを獲得する前まではポジションが重複していたので、正一塁手を争う関係でもあった。普段は軟派な面が目立つが、責任感は強く、後輩思いな面も持つ。華武戦では屑桐攻略の糸口を見つける為、自ら斥候役となって後に控えた猿野に望みを託し、プライドを金繰り捨ててでも試合に勝とうとする事を選んだ。影の努力家でもあり、自分の短所を克服する為に猛特訓をした事を隠そうとした。
猿野からは「キザトラ先輩」、または「マリファナ先輩」と呼ばれている（後者のあだ名は不本意に思っている）。虎鉄は猿野を「モンキーベイベー」等のニックネームで呼んだり、1年との会話も多く見られるため、十二支の2・3年の中で親しみやすく、とっつきやすい存在。一方では獅子川のことを「兄貴」と呼び慕ったり、他の3年に対しても苗字にさん付け（「牛尾さん」「蛇神さん」など）で呼ぶなど仲が良く、牛尾・蛇神の事は特に尊敬している様子がうかがえる。
初期の方こそポジションと意中の人が重複する猿野とはいがみ合っていたが次第に打ち解けた。県対抗戦中に猿野と雉子村黄泉の因縁を気に留め、事情を聞き出したのも虎鉄である。
同じ2年で同じクラスの猪里と親しく、共に行動する事が多い。猪里とは1年の頃は非常に仲が悪かったとの事だが、気が付いたら仲良くなっていた。
雛壇とは中学の同級生でチームメイト。当時、雛壇からの嫉妬と羨望を受けながら、相手にしていないかと思いきや実はよく観察しており、雛壇の癖などをしっかり覚えていた。
子津が投手の修行で不在の時、猿野への貴重なツッコミ役を買って出て働いていた。また、獄楽島合宿で子津・辰羅川が脱落した後も彼らに代わってツッコミ役を担当するが、力及ばず猿野に物足りないと切り捨てられる。
牛尾には「次期キャプテンに個人的には押したいが、上級生としてはもう少し（しっかりしてほしい）」と評されている。
十二支の誇る爆弾クリーンナップを構成する一人で、野球では身体の柔軟さを生かした鉄壁捕球や、柔軟なフォームで確実にミートさせる技巧派。特技は極端なアッパースイング『DUVS（ダウン・アッパー・ブイ・ストーム）』と、地面を抉りながらアッパースイングを行い、ボールについた傷や土が空気抵抗の歪みを作り不規則に落下する『BTS（ブルー・サンダー・スラッシュ）』を使いこなす。選抜編では埼玉代表選手となる。
妙高のデータによると「非力」とのことであったが、猪里に紹介してもらった野良仕事で筋力を鍛えた結果、獄楽島合宿を達成した。
名前の由来は十二支の「寅」と虎の英語名「タイガー」。喋り方のモデルは歌手の新堂敦士。
猪里猛臣（いのり たけおみ）
声 - 大須賀純
2年 右投左打 外野手（左翼手）/二塁手
4月12日生まれ 血液型O型 身長162cm 体重55kg（文庫版：58kg）
作者が十二支の中で最後に考えたキャラであったため、特技がそれまでのキャラに使わなかった残り物のバントとスライディングだけになってしまい、当初は他のメンバーに比べて影が薄く、コミックスおまけページの座談会でその鬱憤を晴らす事もあった。
穏やかで朗らかな性格。髪は刈り上げでウェーブがかかっており、読者に「クラゲを被っている」と表現された。鼻にテープを付けている。出身に関しては後に作者のブログで福岡県糸島郡出身であると明記された。猪里が抱えている野菜入りのダンボールには「まえばる」と書かれている事がある。
作中で猪里が使う博多弁は、オリジナルのフィクションであるとの声が目立つが、公式ガイドブック『球春白書』 内で作者は「博多弁に精通している友人に監修してもらってる」と明記しており、事実非常にネイティブであるとの声もあるため、エセ博多弁であるとは一概には言えない。
同じクラスの虎鉄とは親友同士で、彼の軟派さに呆れつつも、何だかんだで互いに認め合っている。明美（猿野の女装姿）に密かに想いを寄せており、その正体に気付く気配はない。自称「福岡が生んだ超天然野生児」。
健啖家で、好物のとんこつラーメンを少なくとも6杯以上は難なく食べられる胃の持ち主。ベンチに実家で育てた野菜をダンボールで持ち込み、土のついた大根を生で豪快に丸齧りしたため、猿野からは「大根先輩」と呼ばれている。放課後や試合中でも、タッパーに詰めた果物やおにぎり等を食べている姿がよく見られ、部員にも何かと野菜を振る舞っている（野菜嫌いの兎丸には嫌な顔をされている）。
牛尾に「次期キャプテンにふさわしい」と言われていたものの、本編やコミックスでそれについての描写はされなかったが、後に作者のブログで部長になったと明記された。
使用しているタオルは猪里の実家の近所にある「鉄条工務店」のもの（作者のデビュー作『鉄条』のパロディ）。
特技はグラウンドの状態を読む『選地眼』を使ってイレギュラーバウンドを的確に起こせるバント技術と、風の流れを読んで球を操る『選空眼』、上から下へカットするようにバントする事で、ホップするピッチャーの球も上手くゴロする事が可能な上に球に回転をかけバックスピンもさせられる『鉈下ろし』と、フックスライディング。それまで派手な打撃シーンはなかったが、黒撰戦で起死回生の2ランホームランを叩き込み、その年のバレンタインのチョコ獲得数は1位だった。
名前の由来は十二支の「亥」と四字熟語の「猪突猛進」。
牛尾御門（うしお みかど）
声 - 檀臣幸
3年（主将） 右投左打 外野手（ライト）/三塁手
5月4日生まれ 血液型O型 身長178cm 体重66kg
牛尾コンツェルンの御曹司で、自他共に認める大金持ちの令息。苦手な科目無しの優等生で、成績は常に学年トップをキープ。執事のニルギリに立派な家庭教師を付けさせられており、物心付く頃から帝王学や経済学などの英才教育を受けさせられている。現在は大学レベルの学問を学んでいる。基本的には真面目で誠実な性格だが、天然ボケな所があり、ツッコミは不得意である。猿野と接している内に性格が砕けてきたことを自覚している。部内戦では1年生チームに油断した賊軍2・3年生チームに対して「今を戦わない者に次はやっては来ないよ」と突き放す発言を行っており、怒ると厳しい一面がある。7巻のオマケページでは鹿目が「優しいけど甘くない」と説明していた。家は世界遺産のような大豪邸で、球場も設置されているが、家の中は数々のトラップが仕掛けられていたり、ゾンビが襲って来たりとエキセントリック。電力は人力発電で賄っている。母の名前は貴咲（きさき）。
つんつんと尖った髪型をしているが、ヘルメットは普通に被る事が出来る。クリスチャンであるため、常に十字架のチョーカーを首に巻いている。
両手の火傷の痕を隠すために手袋をしている（屑桐の家が火事に遭った時、炎にまかれ落ちてきた柱から彼を庇った際に負った）。屑桐とは同じ中学校出身で、家柄に劣等感を抱き卑屈になっていた屑桐から反発を受けるも、野球を愛する者同士友情を築いていた。しかし、牛尾が自分の持つ財力を使って屑桐の生活をフォローをするといった申し出が屑桐のプライドを傷付け、2人の間に溝が生じる。高校も違え、互いに敵視するようになっていたが、県対抗戦中に話し合う機会を持ち、和解した。
5歳の頃に野球に魅入られて以来、野球を心から愛しており、野球が好きになったのは団体競技である点にもある。主将になってからも誰より早くグラウンドに来て自らトンボ掛けを行っているほど真面目で責任感も強い。主将にふさわしい実力とカリスマ性、抜群のリーダーシップを持ち、部員たちからの人望は極めて厚い。打撃、走塁、守備と三拍子揃った選手で、特に打撃では『振り子打法』を駆使して（下半身をスイング方向と逆方向に捻り、その捻りから生まれる反発力を上半身に乗せて打つ『ツイスト打法』も使用）、4番を任されている。卒業後は新球団を創設する予定。
番外編『帰ってきたMr.FULLSWING』ではボケが板についてきたが、番外編15話では隠し撮りされた屑桐の家の様子を見て、闇鍋を作って食べ物で遊んだことを恥じて泣いていた。
名前の由来は十二支の「丑」と天皇を意味する「帝（みかど）」。
蛇神尊（へびがみ みこと）
声 - 山崎たくみ
3年 右投右打 遊撃手
7月7日生まれ 血液型A型 身長182cm 体重65kg（文庫版：69kg）
牛尾に並ぶチームの両輪。常に冷静沈着かつ生真面目な男で、牛尾からの信頼も厚く、主将として常に毅然と振舞っている牛尾が唯一弱音を吐ける相手でもある。口数は少ないが、一人称は「我」で、語尾に「也」を付けるなど古風な口調で話すのが特徴。個性的な十二支の面々の中でも際立って異形な外見をしており、その風格から後輩に「神」と称される事も。物静かに見えて野球にかける情熱は熱く、猿野に多大な期待を寄せているようだが、彼の悪ふざけが過ぎると卒塔婆で脳天に活を入れる。猿野からは「仏教先輩」あるいは「ナムアミ先輩」と呼ばれている。卒業後は、実家の寺を継いだ。
広角打法の使い手で、自作のバットを使用し『毘沙門の構え』という独特の構えで打つ。その他には、開眼する事であらゆる球を見切る『六道眼（りくどうがん）』、八陣守備の穴を突いた『六道眼 有為転変（ういてんぺん）』、体中に梵字を書き込む事で集中力を研ぎ澄まし、相手打者の煩悩もろとも打ち払う『六道眼・明王憤怒（みょうおうふんぬ）』、魁の『小町』を見極めるために使った、己の限界までに視神経を極限までに酷使する事でどんな球も捕らえられる『無明眼（むみょうがん）』というのがあるが、両目から出血してしまう程の負担をかけてしまうため使用は控えている。守備面に於いては、3秒後の世界を見極め、高速でバウンドするボールも確実に捕らえ、直後の空中スローイングも可能な『絶空（ぜっくう）』を使う。
本編では英語が苦手で西洋文化に馴染めないキャラとして描かれているが、番外編『帰ってきたMr.FULLSWING』では人が変わったような西洋かぶれキャラとなっている。
本作連載前にビリヤード漫画として構想されていた没ネームの段階では、ビリヤード研究会部長の「蛇塚繭奈」という本作の蛇神とは似ても似つかぬ蠱惑的な女性として描かれている。
名前の由来は十二支の「巳」と蛇神。
獅子川文（ししかわ ぶん）
声 - 檜山修之
3年 右投左打 三塁手/外野手
7月29日生まれ 血液型B型 身長180cm 体重67kg（文庫版：72kg）
猿野からは「シシカバ先輩」と呼ばれている。野球部が年功序列制だった頃である猿野たちの入学の前年に上級生と揉め、問題を起こし停学謹慎処分を受けていたため、登場は部内戦が終了してからと少々遅い。謹慎中は本人曰く「この世の果てまで」旅に出ていたらしい。
羊谷は伊豆合宿での成績を雄軍入りにおける絶対の基準とする方針を示し、雄軍は一度決定したらその後は固定と話していたが、獅子川は伊豆合宿に参加していなかったにもかかわらず雄軍入りを果たした。
銀河鉄道999の「戦士の銃」と、守備の課題をクリアした褒美として牛尾に与えられた球銃（たまガン）を愛用している。上半身は鎖帷子状のアンダーウェアにボタンを締めていないユニフォームという姿となっている。アメリカのテキサス訛りの抑揚の付いた口調で話す。性格は、良くも悪くも豪快で男らしい。堂々として頼りがいのありそうな立ち居振る舞いから、後輩には「兄貴」と慕われ、女性にも人気がある（武軍戦での初打席で女子生徒から黄色い声援を受けていた描写がある）。その一方でアニメや漫画の女性キャラクターのコスプレをするのが好きという女々しい面もあるが、スカートを履いていてもなぜか男らしい。猿野と同レベルの悪ふざけが出来る、ある意味貴重な人物である。また、子津不在時には（それ以降も）猿野や十二支面々の突っ込み役を買って出ていた。
以前は牛尾をライバルと見なしサードレギュラーを争っていたが（牛尾からはライバルと思われていない模様）、猿野の出現でターゲットを変更する。猿野と同様、守備にはかなり不安要素が多いが、いざという時は持ち前のしつこさでカバーしている。なお、夏の甲子園予選の時にはチームに故障者が出た影響もあり、本職の三塁だけでなく外野の全ポジションも守っている。特に走塁に関しては、敵はおろか味方も予測不能な貪欲な大暴走で点を勝ち得る。母の蘭（らん）は西部劇に出て来る姉御のようなワイルドな美人で、獅子川より銃を乱射する危険な人。グラウンドにいる息子の獅子川に対しても容赦なく発砲する。
水泳は体育の授業でサボるほど苦手であり、極楽島での合宿で行われた第1修練「双子遠泳」はバディの猿野に助けてもらってクリアした。その一方で合宿中は脱落者が出たことに対してドライな反応を装って内心悔しがっていた。
悪球に強く「オレ流」が得意で、『オレ流アウトロー打法』や、四つんばいになって走る『ゴキブリ走法』、後ろ跳びでベースに突進する『背泳（バサロ）キックスライディング』、自身の弱点である直球を狙い打ちする（しかし未だに掠らせるので精一杯らしい）『オレ流 ビッグマグナム44（フォーティフォー）』が得意。
本編ではギャグキャラとしての立ち振る舞いが主体であったが、番外編『帰ってきたMr.FULLSWING』9話では旅館の大浴場での乱闘に我関せず地井鎌夫の風呂の世話をしていた。
名前の由来は「ライオン（獅子）」と「シシカバブー」。
鹿目筒良（しかめ つつら）
声 - 阪口大助
3年 右投右打 投手
9月25日生まれ 血液型B型 身長164cm 体重52kg
一人称は「僕」。語尾に「なのだ」と付ける。ピンクの髪の毛にピンクの頬、ピンクのマフラーを愛用する可愛らしい外見とは裏腹に、態度は高圧的で、口を開けば皮肉が飛び出す毒舌家。1年の時、自分を小馬鹿にする上級生に憎まれ口を叩いて部内で孤立しかけたが、同じく孤立していた三象とバッテリーを組み、現在に至る。犬飼とは対照的に、変化球が得意な右の技巧派投手。丸いピンクのほっぺたが特徴的なため、猿野には「ほっぺ先輩」と呼ばれる（また、どことなく雰囲気が似ているのか胴上げの輪に放り投げられた際「カエル一丁〜！」と言われた事もある）。自己中心的な性格だが身勝手なプレーはせず、野手を上手く使って打たせて取るタイプ。チーム内の信頼は厚く、十二支のエースだということへの執着は人一倍強い。プライドが非常に高く、意地を張って無茶をする事がある。
鹿目達が3年生になるまで十二支野球部は年功序列制で、実力があっても下級生はレギュラーになれず、苦汁を嘗めてきた。その屈辱とレギュラーへの渇望は鹿目の中に強く残っており、部内戦では「今まで耐えてようやく3年生になったのに、やっと手に入れたレギュラーの座を1年生に奪われていいのか」と訴えている。
強がっているが、暗所が苦手。お年寄りが好きで、自分の祖母には他の誰にも見せないような優しい表情と言葉で接し、思慕している。特技である川釣りをしている時には、涼しい顔で大量の魚を釣り上げて猿野や虎鉄を驚かせていた。
鋭いキレで2段変化するカーブ、『剃刀カーブ』、分身した球がカーブ、シュートいずれかに変化する『魔球X（まきゅうエックス）』、さらにその進化で、分身した球がそれぞれ変化する、『魔球XX（ダブルエックス）』が武器。
名前の由来は「鹿」と「しかめっ面」。
三象男歩（みぞう だんほ）
声 - 園部好德
3年 右投右打 捕手
2月29日生まれ 血液型A型 身長191cm 体重88kg（文庫版：95kg）
鹿目のパートナーを務めており、傍から見れば主従関係のようだが、その実鹿目との結束は固い。
野球の軟球を握りつぶす程の握力、かすっただけで打球がフェンスまで届くパワーを持つ。しかし三象のパワーが効果を発揮する描写はあまりされていない。配球や作戦は鹿目任せだが、鹿目の魔球を全てキャッチするキャッチング力を持ち、あの鹿目をして「僕がカーブを磨けたのは三象がいたからだ」と言わしめた。場合によっては両手にグラブを持ち左右の大きな変化に対応する。
配球はする事自体があまり出来ないらしく、そんな捕手は不要と1年生の時は鹿目と組むまでバッテリーの相手がいなかった。また、山のようなベースを覆い隠す固いブロックも魅力（本来高校野球では走者の進路を空けなくてはいけないため走塁妨害）。
「がああ」としか言葉を喋らず、その意味が通じるのは鹿目のみ。そのため、鹿目が都合の良いように翻訳して周囲に伝えている事もあるのでは、という疑惑も湧いている。剛健で人間離れした外見を持ち、猿野からは「フランケン先輩」と呼ばれている。極楽島での合宿で鹿目が脱落した際には悲しみから大暴れしていた。
名前の由来は「象」と「ダンボ」。
一宮一志（いちのみや かずし）
3年 右投右打 投手
10月27日生まれ 血液型A型 身長174cm 体重61kg（文庫版：63kg）
レギュラー決定戦で2・3年チームで先発するものの、猿野に満塁ホームランを打たれるなどの失態をし、結局1年軍からはワンアウトもとれぬまま降板した。打たれ出すと調子を崩しやすい。賊軍の4番バッターを務めていた。
降板後は他の脇役と同じく解説や驚き役に徹していたが、バレンタインにはチョコレートを多少贈られたり、プロフィールの公開を求める読者の要望もあった（それに応え、2年の長戸と共にプロフィールが設定されている）。勉強の成績はいいらしい。
投手としての実力は鹿目・犬飼・子津といった主力メンバーには劣るものの、県予選ではベンチ入り人数の関係で捕手の平田と共にベンチ入りしており、4番手投手の扱いを受けている。子津曰く「コントロールはすごいしカーブも良い」との事。
獅子川の事は「文」とファーストネームで呼ぶ。
長戸淳平（ながと じゅんぺい）
2年 右投右打 一塁手
4月26日生まれ 血液型B型 身長171cm 体重60kg
初期はよく登場していた。髪型はセミロングで、前髪をニワトリのトサカのように立てている。過去に猿野と虎鉄の守備力を比較する際、猿野を「犬のクソ」扱いした。
完全なる脇役だがプロフィールがあるのは、プロフィールを公開してくれという読者の要望が多数届いたため。
十二支で唯一の彼女持ちという設定。その彼女は「野球部に彼氏がいる」と猿野を振った女生徒で、この彼氏とは誰なのかという質問に作者が答えた際に長戸の彼女持ちが発覚した。
明神瓜雄（みょうじん うりお）
1年 右投右打 二塁手/三塁手
坊主頭にタラコ唇をした出で立ち。伊豆合宿では成績不振がちであり、成績不振者への罰ゲームである野宿の常連であった。
元々二塁手だが、1年対2,3年の対決では三塁手を経験。登場回数が多く、猿野に対してボケたりツッコんだりする。偽最終回で疎開した野球部員の中で唯一生き残っている（この事を本人は忘れたと振り返っている）。家のトイレでたらちゃんした。
猗力剛道（いりき ごうどう）
1年 右投 一塁手
連載初期に「猪力」として登場し、十二支の猪ポジションのレギュラーキャラになる予定であったが、天国とパワーキャラとしてかぶるという理由から人知れず封印を余儀なくされた。作中でもその事をネタにされ、猪里に気まずい顔をされている。

### 監督・マネージャー
羊谷遊人（ひつじたに ゆうじん）
左投左打 投手
10月10日生まれ 血液型B型 身長171cm 体重58kg（文庫版：63kg）
監督。37歳。自称：「しがない飲んだくれのオヤジのようなセクハラ監督のような酔っ払いのようなセクハラ」。
20年前、十二支高校が夏季甲子園3連覇を達成した当時のエースピッチャーであった。猿野が十二支に入学した年に監督に就任し、それまでの年功序列制を廃止して、かつての十二支と同じ完全実力主義による選手登用を実施し、甲子園で優勝して日本一の監督になる事を夢としている。指導や特訓は奇抜で無茶なものが多いが、その腕は確かである。しかしながら、無精髭に長いドレッドヘア、ギャンブルが好きでセクハラの常習犯と、見た目は監督らしからぬ人物でもある。伊豆合宿の打ち上げパーティは羊谷が部費を浪費した(使い込んだ描写もある)ため、食事が自給自足となった。現役時代は左投げのアンダースローだった。作者曰く「羊谷ファンを名乗る水商売の女性からキスマーク付きのファンレターをもらったことがある」とか。
猿野のことは最初の方こそパワー以外を認めていなかったが、最終的には部内戦での成績や成長スピード、その勝負強さと逆境でも諦めない闘志を評価して周囲の予想を覆す形でレギュラーに大抜擢した。
猿野が退部騒動を起こした際に職員室で猿野に応対していたことから、教員であることが推測される。
名前の由来は十二支の「未」と遊び人。また、当時作者の担当編集者であった小野房優人からとも。
鳥居凪（とりい なぎ）
声 - 日笠山亜美
3月3日生まれ 血液型A型 身長158cm 体重44kg（文庫版：45kg）
猿野に一目惚れされ、好かれている野球部の女子マネージャー。兄の剣菱以外には敬語で話す。
心から野球を愛し、本人も中学時代はソフトボールをやっていたが、運動音痴ゆえ自分でプレイする事は諦め、高校ではマネージャーとなって選手を支える事を決めた。しかし、猿野と精神が入れ替わった時に「この体なら自分で甲子園に行けるかも」と顔を綻ばせていた事から、出来る事なら誰かに連れて行ってもらうのではなく自力で甲子園へ行きたいという想いがある事が分かる。
兄はセブンブリッジ高校の4番でエースの鳥居剣菱。裏表がなく心優しいおっとりとした性格で、入部試験に備えて雨のグラウンドで猛特訓をしていた猿野に傘を差し出したり、十二支の甲子園出場を神社で祈願したりと、いつも他人のことを思って行動している。また、常にボケ側に回っている筋金入りの天然で、眼鏡を外してほぼ何も見えない状態で出会ったせいもあり、明美が猿野と同一人物である事を理解していない（おまけに、明美の事をカワイイと思っている）。
猿野が十二支の伝説を破った日から彼に想いを寄せており、猿野の大言を嘘と知りながらも、がむしゃらに努力する姿を応援し続けた。日頃の行いから女子に爪弾きにされがちな猿野にも優しく接する分け隔てない性格。県対抗戦中、猿野に野球歴に関する嘘を止めるように問い質したが、これが猿野が凪に告白する契機となった。
特技である川釣りをしている時には、平然と大量の魚を釣り上げて猿野や虎鉄を驚かせていた。
本作連載前にビリヤード漫画として構想されていた没ネームの段階では、猿野をビリヤード研究会に誘った人物となっている。
番外編『帰ってきたMr.FULLSWING』13話では誕生日を祝いに来た猿野に「3月3日はジグソーパズルの日」と説明しながらジグソーパズルを手伝わせるマイペースぶりを発揮し、猿野が期待していた凪と2人きりの誕生日も十二支や7Bの面々が総出で祝いに来たため夢と終わってしまった。続きである14話では紅印のメイクによりギャルの出で立ちとなり、元々ギャルへの変身願望が若干あったと明かしたこともあって剣菱を泣かせてしまった。
作者の次回作「チキンガン」にもゲスト出演している。
名前の由来は十二支の「酉」と植物の「梛」。
清熊もみじ（きよくま もみじ）
8月5日生まれ 血液型A型 身長169cm 体重52kg（文庫版：53kg）
1年女子マネージャー。一人称が「俺」のボーイッシュ系で豪快な性格。楓とはライバル的存在で、彼女の家の空手道場に通っていた過去もある。スケベな男やナンパ男が嫌いな上、自身の巨乳（初めて猿野が彼女を見た時に「あの胸は犯罪だ」と発言） にコンプレックスを感じていることも手伝って猿野や虎鉄によく鉄拳制裁を食らわせているが、牛尾に対してはモジモジしたり素直になったりと女の子らしい一面を見せることもある。猿野のことは最初の方こそただの変態と見做して部員と認めなかったが、猿野が結果を出すにつれて一目置くようになる。
名前の由来は「熊」と植物の「もみじ」。
猫湖檜（ねここ ひのき）
6月23日生まれ 血液型AB型 身長147cm 体重39kg
1年女子マネージャー。凪・もみじとはよく行動を共にしている。大人しく引っ込み思案な性格で、声が小さいような描写が多々あり、語尾に「かも……」と付ける。特技はタロットカードの占い。清熊曰く彼女の占いは「良い事も悪い事も含めて百発百中」の精度を誇るらしく、内気な彼女もタロットを読み解く時だけは別人のように饒舌（毒舌）になる。「猫神様」という猫のぬいぐるみをいつも持っており、時には腹話術で喋らせている。
名前の由来は「猫」と植物の「檜」。
夜摩狐撫子（やまこ なでしこ）
8月15日生まれ 血液型B型 身長163cm 体重48kg
3年女子マネージャー。夜摩狐神社の巫女で、将来の夢は実家の神社を継ぐ事。極端な二面性の持ち主で、普段は古風な大和撫子を演じているが、本性は狂暴。本性は2年生以上の女子マネージャーには元々周知されていた模様。スケベな男と関わると人が変わり、凶暴になる。野球部でのエスコート肝試しの際は清熊を引かせるほど猿野を袋叩きにしたが、後にザビエルに変装した猿野と戦い、友達になった。巫女装束の下には鎖鎌、ヌンチャク、催涙スプレーなどの武器を常備している。
番外編『帰ってきたMr.FULLSWING』9話では檜の前で本性を隠しもせず暗器を磨いていた。
名前の由来は「狐」と植物の「撫子」。また、名前の読みは「大和撫子」のもじりでもある。
桃坂未月（ももさか みつき）
7月22日生まれ 血液型O型 身長160cm 体重49kg
栗尾かの子（くりお かのこ）
1月2日生まれ 血液型A型 身長156cm 体重43kg
双方共に2年女子マネージャー。2人とも好きな男性のタイプが美少年で、そのため入部試験の砲丸投げの時から犬飼にいち早く目を付けていた。よく羊谷の駄洒落（セクハラ）の犠牲になる。
桃坂のデザインは作者の初のジャンプ掲載作品『鉄条 -TETSUJO-』の第3作目に登場した、鉄条の妹「未月」の流用。
名前の由来は「桃」と「栗」及び「栗かの子」。
柿枝鶫（かきえだ つぐみ）
3月27日生まれ  血液型O型 身長166cm 体重50kg
3年女子マネージャー。3-D在籍。野球部の女子マネ達のリーダー格。クールなナイス姉御。夜摩狐を唯一呼び捨てにできる人物。
名前の由来は「鶫」と植物の「柿」。
明美（あけみ）
1年元女子マネージャー。マネージャーを辞めた理由は凪が大きな期待をしてくれたのと、沢松が釘バットで殴り、スタンガンをぶちこまれたため。
実は猿野の女装した姿であるが、凪や猪里は気がついていない様子である。凪曰く「明美ちゃんは私より可愛い」。その変装能力は野球部員のほとんどに正体が分かる程度で、沢松に「男塾にすらこんなイカツイ女は出てこない」と突っ込まれたほど。「全国美（の）少（ない）女コンテスト」で優勝したことがある。ジャイロボールを投げることができて、デッドボールになると文字通り死球になる。以前にスナックに勤めていたという設定らしい。理想の男性のタイプは気は優しく、計算高く、ヒモのついたままのボンレスハムをナイフで刺して食べたり、チェーンソーで鉛筆を削ったりするワイルドな性格。『ジャンプ』のマンガでは『スクラップ三太夫』が好きらしい。
戦闘力があり、素手で金属バットを折り曲げたり、キスで虎鉄を瀕死の重症に追いやったりした事がある。しかし隠れファンが多く、犬飼は彼（女）のファンクラブ入りを決意したほど（猪里の方はその正体に気付く事なく、あくまで女子としての明美に想いを寄せている模様）。また、「明子」「明代」「シンディ」など、髪型によって何人かのバリエーションが確認されている。明美の場合は三つ編み2つだが、沢松の依頼時のときには団子結びになっている。文庫版オマケ漫画では「ガン盛りヘアーキャバ嬢明美ver.2012」として登場し、明美でありながら三つ編みを捨てた盛り髪スタイルを披露していた。

### 野球部以外の生徒
沢松健吾（さわまつ けんご）
声 - 緑川光
1月30日生まれ 血液型A型 身長172cm 体重56kg（文庫版：58kg）
猿野とは幼稚園からの付き合いである親友でクラスメイト、沢松曰く「鬼ダチ」。自称「ハンサム様」。猿野曰く「前世は漬物」。また、猿野によってよく故人扱いされ、さらに子津に紹介する際「親友と書いてかちくと読む仲」と言われたことも。猿野のことは「天国」と呼ぶ。
伊豆での野球部の合宿中、報道部野球部取材班として現れ、夜遅くまで猿野のカーブ打ち特訓に付き合うなど友達思いな一面も見せた。
一番思い出に残っているシーンはまだ自分が話の中心にいた1 - 4話。
選抜戦決勝戦では梅星と共に甲子園へ取材に来ていたが、予選が終わってからはほとんど御無沙汰だったため、凪・もみじ・檜の女マネらには忘れられ、また猿野にも「……誰？ 気安く話しかけんなや」と冷たくあしらわれていた。
十二支高校報道部に所属し、野球部の追っかけをしている。野球部員ではないため試合が始まると（試合中でなくとも）ほとんど出番がなく、猿野にも脇役（もしくはパシリ）と呼ばれている。しかし、猿野がいざという時に頼るのは沢松であり、猿野が困難に直面してどうしようもなくなれば彼を励まし、共に解決策を模索した。また、「幸せクラッシャー」の異名を持ち、猿野が凪と良い雰囲気になる事を許さないのもまた沢松であり、猿野と凪がラブコメムードになればその場に乱入し、ラブラブエンドを何度も阻止した。少々乱暴であるものの、子津や辰羅川と肩を並べる程の突っ込みセンスの持ち主でもある。しかし漫画のセンスはなく、報道部の新聞に描いた4コママンガ「いちゃラブくん」は十二支の生徒達に酷評を受けた（本人曰く会心の自信作で、赤塚賞に送ろうと思っていたらしい）。髪型はオールバック。
遊神楓に想いを寄せているが、振られるどころか一時的に猿野と付き合う姿を見せつけられる。梅星には尻に敷かれ下僕のような扱いを受けていたが、伊豆合宿の肝試しでは少し良い雰囲気になり、最終回後の座談会（コミックスのおまけページ）では報道部としての努力や活動内容を認められている。
2年後は相変わらず猿野と共に女子更衣室を覗いていた（第一話の冒頭でも同じことをしており、それを思わせるシチュエーション）。
本作連載前にビリヤード漫画として構想されていた没ネームの段階では彼女持ちという設定であり、彼女と一緒にいるところを目撃して裏切りを感じた猿野に拳が砕けるまで殴られる目に遭った。
名前の由来は花札の一月の札「松」。
梅星塁（うめほし るい）
9月24日生まれ 血液型O型 身長163cm 体重49kg
2年報道部野球班のCAP。通称「梅さん」。「ですわ」などの上品な口調で話す。沢松とコンビを組んで野球部の取材を行っており、彼をパシリとして尻に敷いている。時々ボケて沢松に突っ込まれることがある。とてつもないミーハーで、よく野球部部員に対してシャッターを切っている。この時の彼女の喋りにはカッコ付き文字が入る。また、彼女の取材ノート「萌えダイアリー」は常時1000人分の選手情報がびっしり書いてあるらしい。普段はただのミーハーに思われがちだが、取材力・情報収集力は確かである。
名前の由来は花札の二月の札「梅」及び梅干と塁。なお、沢松と梅星と華武10人で花札がすべて揃う。
黒豹一銭（くろひょう いっせん）
1月10日生まれ 血液型O型 身長170cm 体重56kg（文庫版：59kg）
校舎裏で「十二支の黒い三連星」と名乗る不良トリオにカツアゲされそうになった子津を助けた、関西弁のドけちなクールガイ。阪神ファン。
十二支高校2年生。2-A在籍。本人もどう見ても不良にしか見えないが、実は元十二支高校野球部員。活躍を期待されていたキャッチャーだったが、バッテリーを組んでいた白鴎が事故に遭い動けなくなってからは彼の入院費を稼ぐために野球部を退部し、マージャン、ピザ屋、水泳の監視員、アイスクリーム屋、料理店の皿洗い等、かけもち8つというバイト三昧の日々を送るようになる。子津とウマが合い、バイトと称して一球1円で練習相手になっていたが、突如交通事故に遭ってしまう。しかし無事意識を取り戻し、再登場時は車椅子に乗って十二支VS黒撰を観に来た。灰狼とは旧知の仲。
名前の由来は「クロヒョウ」。
白鴎清澄（はくおう きよすみ）
リトルリーグの頃から黒豹とバッテリーを組んでいたアンダースローピッチャー。十二支高校野球部に入部してすぐに交通事故に遭い、一生ベッドから立てない重体になった。裕福な家ではないが、黒豹が治療費を払い続けてくれている。
名前の由来は「白」と「鴎（かもめ）」。
遊神楓（ゆがみ かえで）
5月10日生まれ 血液型O型 身長167cm 体重50kg
1年。空手部所属。その実力は次期部長を期待される程高い。学年一のマドンナで実家は空手道場。自分の事を「ボク」と呼ぶ、ボーイッシュな少女。男子からモテモテゆえ、楓に想いを寄せる少年たちの成績が悪くなってしまい、そんな軟弱な男を嫌う父・凶死郎からの命令である「お前より強い男児でなければ一切の交際を認めない」という命令に忠実に従い、「つき合いたければ果し合いで勝つべし」を信条としている。受け損なった不意打ちをかばった猿野に惚れるも、微妙な展開でフラれる。しかしまだ猿野の事を諦めてはいないらしい。
名前の由来は植物の「楓」。
佐倉正（さくら ただし）
1年。野球部入部試験の最終試験の変則野球ヤキュウケンでの唯一の脱落者。Bチームのショートだった。2エラー、2失点、悪送球をした。最終試験脱落後はサッカー部に入部した。
数浦三（かずうら みつ）
3年A組のサッカー部キャプテン。ほとんどの部員が食中毒に遭い、鹿目に代打で野球部に出て欲しいと頼んだ。野球部が強豪校を制覇し共に優勝を志したが、二回戦でボロ負けした。
名前の由来はサッカー選手の三浦知良。

## 埼玉県予選大会参加高校

### 私立華武高校
埼玉二強の一翼にして、埼玉県下最強の野球部を擁する私立の男子校。モチーフは「花札」。ただし、松と梅は登場しない。野球部は創部70年と歴史が古く、5年前埼玉県最強の椅子に座した。前年の甲子園はベスト8。現在では県下無敗のエース・屑桐無涯を中心にして菖蒲監督が采配を振り、1年生にして4番に座る御柳芭唐を攻撃の要とする。本年も埼玉では最強を誇り、強豪卍高校相手の練習試合で40点以上の大差で圧勝、十二支高校もハンデを付けたうえで完勝するなどの圧倒的な強さで地区予選に臨み優勝するが、甲子園では優勝候補に挙げられながらも一回戦で大阪代表の豊臣高校に大敗した。
番外編『帰ってきたMr.FULLSWING』では慰安旅行で旅館がダブルブッキングしたことで十二支と喧嘩になった。
屑桐無涯（くずきり むがい）
声 - 諏訪部順一
3年（主将） 右投右打 投手
12月29日生まれ 血液型A型 身長181cm 体重72kg（文庫版：73kg）
他者を威圧するような眼光と尊大な態度が目立つが、風邪で寝込んだ母親のために卵粥を作ってあげるなどの家族思いな一面もある。左顔面から肩にかけて覆っている火傷の痕は、昔自宅が火事になった時、妹・弟達を救出した際に負った。家が非常に貧しく、その上父親が借金を残して死んでしまったため、プロの選手になって家族を楽にさせることだけを人生の目標に、ひたすらストイックに野球に取り組んでいる。甲子園へ赴く前の晩に母親が倒れてしまい、甲子園大会では母親が気掛かりで本来の実力を出せなかったが、手術は無事成功。県対抗戦では実力を遺憾なく発揮した。牛尾とは中学時代のチームメイトで、屑桐家の火事事件がきっかけで道を分かつ事になってしまったが、母親の手術後に戻って来てからは牛尾の説得により無事和解した。
特技はトルネード投法から放たれる4シームのジャイロボール『五光（ごこう）』、『五光』から更にフルトルネードの状態で放たれ（そのためスタミナを大幅に消耗する）、球速が160kmにも達する『五光裂華（ごこうれっか）』とその発展系で急激に渦を巻くかのような変化を起こす『五光裂華・旋風（つじかぜ）』。卒業後は広島東洋カープに入団した。
名前の由来は花札の十二月の札「桐」。
朱牡丹録（しゅぼたん ろく）
2年 右投右打 外野手（中堅手）
8月3日生まれ 血液型O型 身長161cm 体重50kg
華武の鉄壁の守備を担う選手である。色黒で、牡丹の花の刺繍が入ったキャスケットを被っている。彼の話し言葉は横文字で書かれるのがデフォルトで、「気（げ）」という独特の語尾と顔文字が付く。コミカルな外見とは裏腹にかなりの毒舌家で、他校に挑発的な発言をして屑桐に窘められるシーンなどが見受けられた。華武の先輩達、特に屑桐の事を信奉しており、頻繁に彼らを立てる発言をする。他校との試合に勝利した後、相手校のグラウンドに相手を戒めるために菖蒲の花の落書きをするという。
超人的飛躍力を有し、動体視力にも優れているため、投球のコースを見極めるのが得意。
アンダーシャツを身に付けず素肌に直接ユニフォームを纏い、またそのユニフォームはノースリーブ、更にボタンは閉めずに肌を晒すという着こなしをしている。本編ではガラケーを常に片手にしていたが、番外編『帰ってきたMr.FULLSWING』では時代の流れからスマートフォンを携えている。
名前の由来は花札の六月の札「牡丹」。モデルとなった人物は松浦亜弥。
久芒白春（くぼう はくしゅん）
2年 右投右打 遊撃手/二塁手
3月23日生まれ 血液型B型 身長173cm 体重64kg（文庫版：68kg）
常にアンダーシャツの袖から手を出さず、先端を垂らしている。慢性的な鼻炎でいつも鼻水をたらしており、ティッシュは必需品であるため手放せない。言葉に訛りが見られる。語尾に「〜ング」（ing、進行形）がつく。普段はボーッとした顔つきで緩慢な物腰をしているが、試合となると機敏な判断と動作で屑桐のフォローをしたり、また後輩である御柳の無礼な発言に腹を立て彼の尻に蹴りを入れるなど、気丈夫な性格である。
守備の要でセパタクローを駆使し、サッカー選手顔負けなほど、守備にも足を積極的に使う。
名前の由来は花札の八月の札「芒（すすき）」と、くしゃみの擬音「ハクシュン」。
御柳芭唐（みやなぎ ばから）
声 - うえだゆうじ
1年 右投右打 三塁手/一塁手（ドラマCDでは捕手、投手も)
10月5日生まれ 血液型O型 身長184cm 体重70kg
朱牡丹からは「ミヤ」という愛称で呼ばれている。犬飼・辰羅川と幼馴染同士で、小学生時代は野球の事で犬飼と張り合っていた。
特技はバットを横に寝かせた自然体の状態で打つ『神主打法』、体をピッチャーの反対方向へ向け体のバネを最大限に活かし長打力を生む『ターニング ダイス』（超本気の時にしか使わない）と、選抜編で会得した静の秘打法『空蝉』。1年にして華武の四番を張る強打者だが、練習嫌いの気があり何かと理由を付けて休もうとする。サボっている時は屋上で寝ているか、臨時収入が入った時は街に繰り出して遊んでいる。女遊びが趣味で、よく泣かせているらしい（本人曰く、向こうが勝手に泣くとの事）。
黒目がちで吊り上った瞳と隈取り、八重歯が特徴。風船ガム（特にバブリシャス）が好きで、常に噛んでいる。なお、噛んだ後は地面に吐き捨てたりなどせず、きちんと紙に包んでいる。
大神の事は、犬飼・辰羅川の前では悪態を吐いたものの心根では尊敬しており、自分のせいで彼が命を落とした事をずっと後悔していた。犬飼達とは小学生の頃は非常に仲が良く、いつも3人で行動していた。しかし大神の死後、野球から離れた御柳が付き合っていた不良達の「御柳が犬飼達を半殺しにする事を望んだ」という嘘を犬飼が真に受けた事と、その不良達に利き腕を折られ、一時的に野球から離れざるを得なくなった犬飼の「大神ではなく御柳が死ねば良かった」という呟きを偶然御柳が聞いた事が原因で仲違い。華武高校で3人が再会した際、御柳が大神を貶め、「野球を捨てた負け犬」と犬飼を挑発した事により状況が悪化した（御柳は不良達の嘘も、犬飼の骨折も知らなかった）。犬飼は殺意を抱くほどに御柳を憎んでいたが、県対抗総力戦中に誤解は解け、最近は和解とまではいかずともそれなりに認め合えるようになったらしい。
猿野の事は華武で初対面した時は気に留めておらず、地区予選序盤時点のオマケページでも読者に指摘されるまでその存在を忘れていたほど であったが、県対抗戦中にいざこざを経て仲が深まり、由太郎を含め『空蝉』を習得した3人組で親密な関係を築いている。犬飼達との事情を知った猿野に「過去に囚われずでっかく生きろ」と諭された時、恩師である大神の姿が重なり、彼が大神に似ているという事に気が付いた。
御柳は10月生まれと決して早く生まれた方ではないにもかかわらず、誕生日の早さで他人との優劣をつけようとするなど、少し思慮の足りない所がある（作中で御柳が誕生日勝負を挑んだ猿野は7月生まれで、完敗であった）。
御柳のキャラクターデザインは難産で、結局締め切りギリギリに一発描きで決められたとの事。
本編で口にした「"FRIEND"のスペルの最後も"END"ってんだ」という台詞は番外編『帰ってきたMr.FULLSWING』で度々自らネタとしている。10話では子供の頃にいたずらで自分の嫌いなパイナップルを辰羅川と犬飼に食べさせられていたことが明らかになり、幼少期は寧ろやんちゃというよりいじめられっ子であった事が窺える。
名前の由来は花札の十一月の札「柳」とトランプ賭博の『バカラ』。モデルとなった人物は成宮寛貴。
帥仙刃六（すいせん はろく）
3年 左投左打 投手
1月17日生まれ 血液型AB型 身長177cm 体重65kg（文庫版：68kg）
右目に眼帯をした左腕。口癖は「ふーん……それで？」や「……へ〜、だから？」のような疑問詞。
投手として屑桐をライバル視しており、エースの座を狙っている。華武のNo.2ピッチャーだが、十二支との練習試合で相手の技量を誤ったため滅多打ちにあい、3軍落ちしてしまう。しかし、県対抗総力戦の徳島選抜戦で屑桐がやむを得ずに降板した際に華武の下克上合宿をただ一人クリアし、埼玉選抜のピッチャーとして復活した。その際は髪が短くなっており、左目に十字傷が出来ていた。
十二支戦では『ダイバースクリュー』というスクリューボールを使っていたが、弾ける程の回転を与え投球する事で、真芯で捕らえてもほとんどが凡フライとなる『スカイダイバー』へと進化した。
名前の由来は水仙と『宇宙海賊キャプテンハーロック』。
桜花蛮奉（おうか ばんほう）
3年 右投右打 捕手
4月1日生まれ 血液型O型 身長201cm 体重105kg
三象を越える巨躯の華武高校正捕手。屑桐の女房役で、唯一屑桐の全力投球を捕ることができる。屑桐を『屑の字』と呼ぶ。サボり癖があり、普段は練習に顔を出さない。外見は無骨だがかなりモテモテで、御柳に遊びを教えられるほど。よく校内のどこかしらで他校の女子と戯れているらしい。夏目漱石の小説が好きで、文庫を携帯している。広島弁を喋る。
本編では練習試合で三象と同じ試合に出場していたが、番外編『帰ってきたMr.FULLSWING』7話ではまるで初対面のようなセリフを口にしている。また、彼を呼び出した伝令役の部員の八手はこの番外編で準レギュラー化している。
名前の由来は花札の三月の札「桜」。
菖蒲（しょうぶ）
身長172cm
監督だが、その風貌と伝令は戦国武将を思わせる。
語尾に「故」と付ける、やたら古風な口調を使う。常に能面を身につけており、軍配を持ち、陣羽織姿で試合に颯爽と登場する姿は、もはや圧巻としか言いようがない。個人的な戦闘力も高く、変装して華武高校のベンチに侵入してきた天国を軍配の一撃で殴り倒した。その素顔は華武の部員達も知らないらしく、見た部員達は行方不明になったらしい。
バッターの癖や能力を観察した上で発動される『八陣守備』という（『鶴翼の陣』、『魚鱗の陣』、『臥竜の陣』など）、打球が落ちる場所に予測を立て、その位置に人員を配置する大胆な戦法を使う、知略に長けた軍師監督。
名前の由来は花札の五月の札「菖蒲」。

### 私立セブンブリッジ学院
埼玉県下二強の一翼を担う野球部を擁する私立の男子校。略称「7B」。モチーフは「トランプ」。華武とは対照的に新設校で、たった2年で準優勝まで駆け上がった驚異的な成長を見せる（1年目では県内ベスト8）。構成メンバーのほとんどは、子供の頃結成していた草野球チーム「ワイルドジョーカーズ」のメンバーであり、結束の強さは作中随一ともいえる（桃食は高校から）。名前の由来はトランプゲームの「セブンブリッジ」から。
鳥居剣菱（とりい けんびし）
声 - 鈴村健一
3年（主将）右投右打 投手/一塁手
6月30日生まれ 血液型A型 身長182cm 体重74kg（文庫版：80kg）
常に薄着で（昔は病弱だったため厚着だった）、シャツをだらしなく着ている（ネクタイが苦手）。髪は寝癖を適当に結んでいるらしい。口元に黒子がある。
エースで4番を張る実力者。十二支マネージャー・鳥居凪の実兄。野球センスは抜群で、投げればムービングファストボールを使い三振の山を、打てばホームラン性の当たりを連発する。ムービングファストボール以外にも「正体不明の魔球」を持つことが示唆されていたが、十二支メンバーが偵察に行った江戸桜戦で投げられたのみで結局十二支戦で披露されることはなく、正体はわからないままだった。手首を集中的に鍛えているため、野手のグラブをも貫通する破壊力を持つ打球を放てる。緩急差にも全く怯まず、タイミングを合わせられる。そのことから『バンカーバスター』の異名を持つ。また、黒撰の魁同様重い球を投げることが出来、その重さはバットをへこませ、ボールを地面にめり込ませる程。
朗らかな性格でチーム内での信頼が厚いが、極度にゆるい面は注意されている。間延びした口調と「びみょ〜に」の口癖が特徴。所構わず居眠りをしてしまう癖がある。紅印に呆れられるほど妹の凪を溺愛しており、彼女を甲子園へ連れて行くのが悲願だった。天然か意図的か猿野の事を「てんごく君」と呼び、野球の才能に一目置くと同時に、凪との仲に牽制をかける様子が度々見られる。凪を任せられる男なのかを試し、彼と腕相撲で勝負をした事があった（結果はドロー）。なお、猿野には初対面で凪の恋人だと勘違いされ、その誤解が解けてからは凪との関係から「お義兄さん」、また野球のライバルとして「剣菱さん」などと呼ばれている。
肺を患っており、幼い頃に入退院を繰り返した事で凪を自分に縛り付けていた事を気に病んでいた。野球を続けるため病が再発した事を周囲には黙っていたが、一気にパワーを出すと吐血してしまう。東蘭風や紅印らチームメイトは剣菱の病に気付いていたが、彼の野球に懸ける想いを知っていたためその事を言い出せず、剣菱を「秘密兵器」として極力試合で体力を消耗させないようにする事でフォローしていた。地区予選の準決勝戦で十二支に勝利したのち倒れ、今度こそドクターストップがかけられてしまうが、退院後はスポーツトレーナーを志している。
トランプではスペード（タロットの小アルカナにこじつけた俗説ではあるが、スペードは「剣」を模したマーク）・ダイヤ（＝「菱」形）にあたる。
中宮紅印（なかみや くいん）
声 - 子安武人
3年 右投右打 捕手
4月4日生まれ 血液型A型 身長183cm 体重はヒ・ミ・ツ
格好口調すべてが女っぽいオカマ。特徴的なメイク・尖った耳をしている。前髪で片目を隠しているが、隠れている方の目に特に変わった様子はなく、ファッションへのこだわりとして見受けられる。真性の同性愛者で良い男にはモーションをかけるが、剣菱に特別想いを寄せている。他校生では犬飼がお気に入りの様子。発言が奔放で、時に少年誌スレスレの性的な台詞を発する事がある。色々な意味で男をリードするのが好きらしい。オカマとしてのプライドを持っており、大阪選抜チームの選手である日夜鳥を見て「紅印そっくり」と発言した王に対し「あんな品の無いコと一緒にしないでくれるかしら？」と気分を害していた。
捕手としての腕前は良く、ゲームメイクを取り仕切るのが役目。双子の弟でピッチャーの影州の球種・投球コースをノーサインで見抜き、受ける事が出来る。何だかんだでお互いの事を良く分かっている。また、バッティング技術も相当なもので、十二支との準決勝までの大会打率は6割という成績を誇る。せわしなく動く打撃フォームをしており、猪里から「虎鉄のクネクネなんかより遙かに激しかね」と評された。プッシュバントの『魅惑の犠打法 シャネルNo.5』と、超高角度アッパースイング『幻惑のシャネルNo.9』という技を使う。
トランプではクイーンにあたる（紅印＝クイーン）。苗字の由来は「中宮」（ちゅうぐう）から。
王桃食（ワン タオシー）
3年 右投右打 遊撃手/二塁手
8月7日生まれ 血液型O型 身長163cm 体重54kg
通称ワンタン。外見的にも精神的にも少々幼く、兎丸と気が合う。チャイナ服を着、「ネ」、「ヨ」、「カ」といった語尾を付ける。髪は赤毛と金髪のツートンカラー。両頬に四角い渦巻きが描かれている。よく土本の肩に乗っている。宝町のボケに対しては、標準語で突っ込んでいた。小さいながら、数少ない7Bの突っ込み役である。
身軽さを生かした、側転しながら捕球する『中華球雀（ちゅうかきゅうじゃん）守備の局 “役満技 大車輪”』と、ランナーのスライディングによる砂埃を避けるため、高く跳び上がり袖で叩いて投球する『役満技 “百万石”』を使い、セブンブリッジの鉄壁の守備を担う1人。打撃では、バットの先端で突く事で、球を投球したままの状態で撥ね返せる『中華球雀 攻撃の局 “国士無双”』を使う。他にもバットを上に構え、上から来るボールに対してバットで打ち返す『中華球雀 攻撃の局 対空国士 “十三面待ち（チャン）”』がある。
トランプではキングにあたる（苗字の「王」＝キング）。
空環土本（うつわ どぼん）
3年 右投右打 外野手（中堅手）
3月15日生まれ 血液型B型 身長231cm 体重272kg
とにかく馬鹿でかく、ゴーレムのような風貌。猿野に口が貯金箱のようだと言われ、「本当に地球上の生命体か？」と疑わせるほど、風貌は人間らしくない。その上、完全な無表情で言葉も一切話さず、声を出すことすらないため、その思考を他人が読み取ることは不可能に近い。たまに生き物を食べ物と間違えて飲み込む事があるらしい。
その巨体からは想像できない程のジャンプ力でホームランボールもキャッチする『ギガントマウンテン』という捕球テクで、セブンブリッジ鉄壁の守備を担う1人で、キャッチャーのブロックを弾き飛ばし更にバックネットまで吹き飛ばす『ギガントアバランチ』という体当たりも武器。
名前の由来は、トランプゲームの『ドボン』。
霧咲雀（きりさき じゃく）
3年 右投左打 三塁手/外野手（左翼手）
11月11日生まれ 血液型AB型 身長173cm 体重63kg（文庫版：67kg）
目つきの悪いヴィジュアル系で、頭に蜘蛛の巣模様のヘアバンドを、唇に3つピアスを付けている。比較的無口で、口を開いても漢字のみの端的な単語しか話さないが、意味は通じる。猿野曰く、司馬や神鷹とバンドが組める。クールな雰囲気だが、桃食の太極拳の早朝練習で紅印に事故で手刀を当てられた事に激怒して彼（彼女）を追い回していた。
脚の速さは兎丸を除けば県内一で、フェンスの壁を疾走し、スタンドに入る打球も捕球する『蜘蛛走脚（くもそうきゃく）』を使い、鉄壁の守備を担う。打撃では、相手の球筋や打球の位置を見極める『闇技 蜘蛛糸搦（あんぎ くもいとがらみ）』と、バットを横に寝かせた状態で構え、居合い斬りの如く打つ『秘打 蜘蛛切丸（ひだ くもきりまる）』を使う。補足として、霧咲のスローイングは普通の投げ方ではなく、俗に言うフリスビー投げのスローイングだがそれでも正確なコントロールでしかも速い。
名前の由来は切り裂きジャック（ジャック・ザ・リッパー）から。トランプではジャックにあたる（雀＝ジャック）。
中宮影州（なかみや えいす）
3年 左投右打 投手
4月4日生まれ 血液型A型 身長183cm 体重70kg
紅印の双子の弟。ボンデージのような服に身を包んだ優男。前髪を纏めるドクロの髪留めや紅印と同じく尖った耳、「ニャハハ」という笑い声が特徴的。暇さえあれば女と戯れている、十二支で言う虎鉄的存在。かつて兄の紅印とは瓜二つな外見だったが、紅印がオカマになってしまってからは弟である自分もオカマに見られるのが嫌で髪の毛を脱色し、髪型も変えた。しかし、桃食曰く「兄弟そろってプレイボーイネ」。つまり、彼自身抗ってはいるが、興味の対象が紅印は男性、影州は女性であるという違いなだけで、血は争えないということか。
他の投手の球を一度見ただけでコピーでき、江戸桜戦では鹿目の『剃刀カーブ』と帥仙の『ダイバースクリュー』を、十二支との準決勝戦では無糧道の『卍シュート』、雛壇の『R（ルーク）スライダー』、沖の『ダウナーシンカー』、魁の『小町』、犬飼の『蛟竜』を使ってみせた。ただし、コピーした変化球はオリジナルには及ばない様子。
トランプではエースにあたる（影州＝エース）。
宝町一直（ほうちょう いっちょく）
2年 右打ち 外野手（右翼手）
5月15日生まれ 血液型O型 身長171cm 体重65kg
セブンブリッジ打棒三人衆の一人。セブンブリッジのコック長で、「適当流包丁術」を使い試合中に得体の知れない料理を作る（紅印によれば絶品らしい）。「包丁術」とは裏腹に、あまり包丁を使わない。口癖は「最高ですか〜!!」。由太郎曰く「うどん先輩の弟」。
「適当流包丁術」を応用した、左手に右手を添えて打つ『白球三枚大名おろし』という技を使う。
名前の由来はポーカーの「ストレート」と包丁から。
古家日会（ふるや にちえ）
1年 左打ち 二塁手
3月2日生まれ 血液型B型 身長177cm 体重60kg
セブンブリッジ打棒三人衆の一人。哲学を嗜み、試合中のベンチでも哲学の本を手放さない。京都弁を話し、一人称が「あて」。
剣道の「正眼の構え」を利用し、大根斬りの如くバットを振る『面打ち落とし面』という打法を使う。
苗字の由来はポーカーの「フルハウス」、名前は哲学者の「ニーチェ」から。
兜鍬光（かぶくわ ひかる）
2年 右打ち 外野手（左翼手）
11月11日 血液型AB型 身長162cm 体重53kg
セブンブリッジ打棒三人衆の一人。頬に渦巻きを描き、頭に傘を被っている。「あわわ」が口癖で、気弱な性格らしく常に萎縮している。
宝町や古家同様バッティングが得意で、『ギラファノコギリ打法』という技を使うが、背景に描かれている以外はどこにギラファノコギリが反映されているか分からない。
名前の由来はポーカーの「フラッシュ」、カブトムシ・クワガタムシから。
東蘭風城郭（とうらんぷう じょうかく）
9月15日生まれ 血液型B型 身長169cm 体重72kg
監督。剣菱達が「ワイルドジョーカーズ」を結成していた頃からの監督である。
ある時剣菱の病の再発を知ってしまうが、それでも出来る限り野球を続けたいという剣菱の懇願により目を瞑っていた。
83歳という現役最高齢であるが、40年間パンプアップを欠かしていないために強靭な肉体を誇る。試合前は額に貼り付けたトランプで相を見るが、結果はいつも「100%の勝利」。十二支との準決勝中に倒れるが、その後は不明。
トランプではトランプ（東蘭風＝トランプ）、ジョーカー（城郭＝ジョーカー）にあたる。

### 私立武軍装戦高校
軍に優秀な人材を輩出するために創設された私立校。華武の朱牡丹録をして「あんなおっかない所とは二度とやりたくない」と言わしめた野球部を擁する。選手名は旧大日本帝国海軍の軍艦の名前からきている。
大和陽牙（やまと ようが）
3年 右投右打 投手
2月11日生まれ 血液型A型 身長222cm 体重101kg
南米部族のトーテムポールのような顔、そしてそれに相応しいとも言える超長身を誇り、「武軍の塔」の異名を持つ。無口であまり必要以上に話さない。試合中では牛尾の頭部に危険球を放り、病院送りにした。猿野からは「トーテム」と呼ばれている。猿野にもビーンボールを放ったが、狙い撃ちにされて決勝点となるランニングホームランを許した。
超長身を利用したオーバースロー『大弩砲（カタパルト）投法』と、急角度で打者の内角を抉る事により（ヘルメットで視界が狭まれる事も相まって）、球が急に目の前に現れたように思わせる『ステルスサイド』を使う。
名前は戦艦大和から。
妙高数明（みょうこう すうめい）
2年 右投右打 捕手
3月21日生まれ 血液型O型 身長159cm 体重51kg
グレイのように黒目がちな大きい目をしており、事あるごとに言葉でバッターを挑発する。口癖は「ありえない」。チームの中では一番小柄。猿野からは「チビメカオタク」「グレイ」と呼ばれている。
「大戦略野球」を陰で支える武軍の頭脳的存在。別名『人間電算機（コンピュータ）』で、1番打者を務める。ゴーグル型のモニターで常に情報を分析し、試合中のデータはすぐさま左腕のキーボードで入力するが、それらは全て彼の手作りである。
名前は重巡洋艦妙高 から。
武蔵暴流人（むさし ぼると）
2年 右投右打 外野手（右翼手）
6月6日生まれ 血液型B型 身長193cm 体重108kg
荒くれ者が多い武軍の中でも最も血の気が多い危険な存在で、故意に腹部を狙ったヘッドスライディングで蛇神を負傷させるなど、試合中に対戦相手を痛め付ける事に躊躇いがない。十二支との対戦の最後（武軍の攻撃）では、キャッチャーも蛇神と同様病院送りにしようとホームへ突進したが、三塁から駆け付け辰羅川の代わりに返球を受けた猿野と頭突きで打ち合う事になり、気合負けで敗北した。卑怯で汚いと言われる武軍のやり方には武蔵なりに誇りを持っているようで、十二支に敗れた後も「オレ達は間違った事をしちゃいない」「悪いと思ったら最初からやってない」とその戦法を省みなかった。なお、敗退後は黒撰戦・7B戦と十二支の試合を妙高らと共に観戦しに来ている。
こめかみに刺さっているように見えるボルトは本当に刺さっているわけではなく彼の趣味で取り付けているもので、そのボルトの印象から、猿野には「ボルトフランケン」と呼ばれる。また、同じく猿野に「顔面だけで無期懲役」と称されるほどの強面である。魔球Xで武蔵を打ち取った鹿目に対して激昂し殴りかかろうとしたり、ボルトを回した猿野に怒ってリボルバーを発射するなど短気でカッとなりやすい性格。
3番打者で十二支戦ではノーヒットだったものの、鹿目の剃刀カーブを簡単に打ったり、2四球を選んでいることから選球眼は良い。また、ホームへの痛烈な送球から肩の強さも窺える。
名前は戦艦武蔵とボルトから。
神鷹樹（しんよう いつき）
3年 右投右打 外野手（中堅手）
10月28日生まれ 血液型A型 身長176cm 体重67kg（文庫版：68kg）
4番打者。グラウンドに立ったとき、監督に代わり采配を振るのが彼の務め。美少年であるが、古傷を隠すためマスクで顔を覆っている。言葉は話さず、仲間とは手話で会話する。音も無く相手を抹殺する事から「沈黙の暗殺者（サイレントアサシン）」と呼ばれている。仲間の間では寡黙さもあいまった、何を考えているか分からない不気味さで恐れられている。
軽量バットを鋭く振り抜く無音打法『サイレントファントム』と瑞鳳がコンピュータ演算で割り出した位置へ後ろを向いたまま疾走し、彼の指示で捕球する『バックファイア』を使い、十二支打線を絶望へと追いやった。猿野からは「スナフキン」と呼ばれている。
名前は空母神鷹から。このチームからは唯一の埼玉選抜代表。
瑞鳳源帥（ずいほう げんすい）
5月30日生まれ 血液型O型 身長181cm 体重85kg
監督（選手たちは提督と言っている）。
「大戦略野球」を裏で操る指揮官。球場外に止めた「本部」と称する指揮車に乗り込み、選手達に無線で動きを指示する「絶対防衛フォーメーション」を敷いたり（これは作中でもルール違反である）、また故意に相手選手を潰すよう命令するなど野球監督らしからぬ非道さが目立った。時々涎を垂らしている。
名前は空母瑞鳳から。

### 私立明嬢学園高校
アイドル育成を目的として建てられた高校。実際多くの一流芸能人を輩出している。校内にはブロマイド販売所や撮影スタジオ、特設ドームなどの設備が存在する。9人組のアイドルグループ・「紫SHIKIBU」（モデルは光GENJI。彼らが付けていたローラースケート・長いハチマキを伝承している）のメンバーが野球部員。彼らは爽やかなイケメンアイドルとしてブレイクしているが、その正体は大半が田舎者で、ファンのいない所では訛り丸出しで喋り、鼻糞を掘ったり腋を拭ったりしている。予選1回戦を突破したことすらも意外の意を以って受け止められるなど、高校球界からは野球部が野球に本気であるようには見られていなかった。2回戦で十二支には敗北を喫したが、ファンは彼等を見捨てることなく、その後訛りを生かしてカントリー系アイドルとしてブレイクした。
雛壇祀（ひなだん まつり）
2年 右投右打 投手
3月3日生まれ 血液型AB型 身長178cm 体重61kg（文庫版：65kg）
紫SHIKIBUのリーダー。ファンからの愛称は「ヒナ様」。メンバー内では恐らくNo.1の人気を誇る。
見た目はアイドルのリーダーとして十分に美麗なのだが、中学時代は現在より50kgも太っており、東北訛りもあった。当時は同校でチームメイトだった虎鉄を極端にライバル視しており（当の虎鉄はスルーしていた）、虎鉄を見返すためにアイドルを目指し、明嬢へと入学するが、実は彼にずっと憧れていた。
直球はそこそこだが、少ない球速差で横に滑る『R（ルーク）スライダー』、縦に落ちる『K（キング）スライダー』、斜めに落ちる『Q（クイーン）スライダー』を使い分け苦戦させるも、本人も気付いていなかった中学時代の「決め球を投げる時、緊張のあまり唇を舐める」という癖を虎鉄に見抜かれ、敗北する。
名前の由来は「雛壇」と「雛祭り」。
囃子流宇駆（はやし るうく）、官女汰羅太（かんじょ さらだ）、随臣詩夢（ずいしん ぽえむ）
順に7番右翼手、8番左翼手、9番中堅手で全員一応紫SHIKIBUのメンバーだが、公式ガイドブックでは容姿が明らかに二軍レベルと評されていた。キャラ作りで太っている（囃子）。「自分に嘘だけはついてはいけない」と言い中途半端なヅラをかぶり、自分どころか何万人という人達に嘘をついている（官女）。同じくしゃくれ顎であるが作り物（随臣）。
名前の由来はそれぞれ「五人囃子」、「三人官女」、「随身」。
御神酒 夢世界（おみき めるへん）
監督兼、紫SHIKIBUマネージャー。女口調で話すオネエ。屁をメルヘンガス、鼻毛を鼻メルヘンなどと呼ぶ。メンバーをトップアイドルにプロデュースする事に情熱をかけており、囃子にキャラ作りを強要する。

### 私立黒撰高校
伝説の大打者、村中紀洋が監督をしている野球部を擁する私立校。村中が現役を引退してから監督の任に就いた。野球部の中核を成すのは村中の息子の村中魁と村中由太郎。比較的十二支とは友好的なチームであるとも言える。出塁率の高い1 - 3番打者でランナーを溜め、4番の由太郎の一振りで大量得点を狙うのが基本。内野陣も堅守を誇り失点も少ない。モデルは新撰組。なお、作者は和月伸宏のアシスタントをしていたことがあり、「るろうに剣心」での新撰組にあこがれて「いつか自分の作品にも登場させたい」と思った結果であると述べている。
村中魁（むらなか かい）
声 - 真殿光昭
3年（主将）右投右打 投手/外野手（右翼手）
4月25日生まれ 血液型A型 身長186cm 体重80kg
十二支の伝説を打ち立てた大打者・村中紀洋を父に持つ。しかし父のように豪放磊落な人間ではなく、むしろ紳士的、武士道精神が根付く男であった。小饂飩の放送禁止用語を聞いて上気するなど「意外とムッツリではないか？」という疑問があったが、何だかんだ言って割と血の通った、愛嬌のあるキャラであった。そして彼もまた、甲子園に強い思いをかけていた。一人称は「拙者」。
ジャンプを指で貫くなどと悪魔的な握力を誇り、特技は『マサカリ投法』による重い球と、最大で32に分裂する高速ナックルボール『小町（こまち）』。マサカリ投法を応用した『マサカリ打法』も使う。なお、ポジションは投手だが沖の登板時は外野手（ライト）を務める。
埼玉選抜に選ばれ一回戦の北海道選抜戦に登板した。特に不調でもなかったようだが、甲子園予選でみせた好投は見せられずことごとく連打を浴びた。
名前の由来は新撰組一番の怪力を誇った隊士・島田魁。マサカリ投法のモデルは元ロッテオリオンズの村田兆治。
村中由太郎（むらなか ゆたろう）
声 - 吉野裕行
1年 右投右打 捕手
12月6日生まれ 血液型A型 身長163cm 体重58kg（文庫版：61kg）
4番打者。愛称は「ユタ」（小饂飩が呼んでいる）。
自分を真面目ではないため主将には向かないと自己評価している。
外見が少々幼く、性格も天然かつ無邪気で明るく、子供っぽく人懐っこい。しかし繊細な沖をかなりクレバーに扱うなど、捕手として必要な選手把握力にも優れている。
いかなる学校が相手であろうと、ただひたすら純粋に勝負を楽しむ。片仮名の言葉を平仮名で発音する（「だんでぃー」「ねがてぃぶ」「はいせんす」など）。
幼い頃から（『覇竹』伝授に必要な竹の代わりに）鉛を巻いたバットで素振りをしているため、大宮球場から十二支高校まで逆立ちで往復出来るほどの腕力を持つ。選球眼に優れており、投球を数回見ただけで対抗策を編み出せる。犬飼の『飛竜』や鹿目の『魔球XX』も、彼によって打ち破られた。父・紀洋の直伝『覇竹鉛舞（はちくえんぶ）』を使い十二支を追い詰めるも、『燕』を利用した子津と猿野の策に嵌り敗北した。
大阪選抜戦では黄泉の『黒光』に気圧されるも、猿野や御柳、黒撰のメンバーの激励、父・紀洋の喝により三塁前内野安打を決め、次打席の猿野へ繋ぐ快挙を成し遂げた。
名前の由来は新撰組会計方・岸島由太郎（芳太郎）。フォームのモデルは元横浜ベイスターズの種田仁。キャラクターのイメージはドラゴンボールの孫悟空。
小饂飩勇（こうどん いさむ）
3年 右投右打 三塁手/二塁手/遊撃手
8月1日生まれ 血液型O型 身長176cm 体重64kg（文庫版：66kg）
チームのムードメーカー的存在、と言えば聞こえはいいものの、果たしてその実態は放送禁止用語を連発する変態である。その口から放たれる用語たるや作者が自ら「ピー」という効果音を入れるほど。しかしチーム内で最も著しい成長を遂げている1人であり、特攻隊長の役割を果たしている。そして甲子園へかける思いは誰よりも強かった。
特技は異様に長いバット『一番太鼓』を片手で操る『歌舞伎打法』。それの発展系として、前に突き出した左手の隙間から球筋を見極める『不動の見得 手間にらみ』、両手打ちの『歌舞伎打法・両花道 国崩し』、右足で前に踏み出し、左手の隙間から球筋を見極める『歌舞伎打法 十八番 跳び六方 乱動の見得 手間焠ぎ』。守備面においては緋慈華汰との連携が冴え、横に跳ぶ捕球テク『八双跳び』と緋慈華汰を馬にして跳び捕球する連携技『十六双跳び』で魔の三遊間を築き上げた。黒撰では数少ない突っ込み役の一人でもある。
名前の由来は新撰組局長・近藤勇。
泥片歳（ひじかた とし）
3年 右投左打 遊撃手
3月14日生まれ 血液型AB型 身長174cm 体重62kg
自称「緋慈華汰斗肢」。この先テニスを取るか野球を取るかはまだ考え中。
会話文がやたら難解でくどくフザケているようだが、本人は至って真面目。家は華族の出身で、それまではずっとテニスを嗜んでいたが、家が没落してしまったため止めざるを得なくなり、黒撰に転校し戯れに元プロが率いる野球部に入った。かつては「コート上の貴公子」とまで言われていた天才プレーヤーだったらしい。ブロックワードは「ビンボー貴族」で、耳にすると猛烈な勢いでキレ出す。甲子園に対する思いというよりは、それまでは個人競技の選手であった彼が初めて魅せられた団体競技でのチームに対する思いが強い。没落前まで自分が過ごしていた環境とは違う世界に住むチームメイトを最初は受け入れがたく思っていたが、やがてチームへの思い入れが生まれた。
技はテニスで培われた体のバネと繊細なボールタッチを利用したものだが、どれも名前がやたらと長い。テニスのバックハンドのような片手打ちの『荒れ狂う神々への贖罪気まぐれな妖精達の悪戯ボレー “FROM楽園（エデン）の東”』、横に跳ぶ捕球テク『天使の血塗られた十字架（エンジェリックブラッディークロス）』、（捕球直後にポエムが付く）ダイビングキャッチの『ローズカーペットレシーブ』がある。
名前の由来は新撰組副長・土方歳三。
沖草次（おき そうじ）
1年 右投右打 投手/外野手（右翼手）
10月31日生まれ 血液型B型 身長160cm 51kg
常に帽子を被っている、中性的な少年。中学時代部活でいじめに合い、人との関わりを煩わしく思っており、周囲もまた彼を避けていた。しかし高校に入った後、趣味の壁当てを由太郎に見られ野球部へと連れて行かれる。いじめが原因なのか元からなのかは不明だが極度にネガティブ（マイナス思考）な性格で、彼の陰鬱な体質に惹かれ怨霊達が集まってくる。それにより投球のキレが増す（理屈は不明）。
蛇神により除霊が行われ、一度はポジティブになったが、猿野とのあやとり対決に敗れ再びネガティブに。なお、ポジションは投手だが魁が登板時は魁同様外野手（ライト）を務める。梅星曰く「村中の後任のエース」であり、黒撰の次期エースは沖になる模様。
サイドスローの『ダウナーシンカー』、シュートの『デビアスシュート』、精神状態が極端にLOWになった時にのみ使える、生き物のように不規則に曲がる『レストカーブ』を使う。『シェイムバント』という技も持つが、怨霊が纏わりついている以外は普通のバントである。
十二支戦では子津の『燕』を前に怖気づくも、小饂飩の喝や監督・村中紀洋の説得により、縦バントを使い次打席の由太郎へ命を繋げた。なお、この場面については自分のせいで負けるのが怖いとベンチ裏にしゃがみこんでいる沖が小饂飩に対し「ミヨちゃんにまでブタゴリラくんって呼ばれるぐらいなら死んだほうがマシだもん」と言い返したが小饂飩が「関係ねーだろ、はじめてのチュウすんぞコラ」とゴーグル割りながら突っ込んでいた。
名前の由来は若くして結核で世を去った新撰組一番隊隊長・沖田総司。
村中紀洋（むらなか のりひろ）
5月8日生まれ 血液型A型 身長203cm 体重115kg
黒撰高校の監督にして、20年前十二支を甲子園3年連続優勝へ導き、プロでも実績を残した、伝説の大打者。メジャーにも挑戦したことがあり、そのときの球団はユニフォームから見てタンパベイ・デビルレイズ。趣味・特技は野球指導・クルーザーでの一本釣り・自宅麻雀。好きなものはバッティング練習・素振り・練習後のビール・奥さん・愛犬ごん太の散歩。苦手なものは女子高生・政治経済。
十二支の時計の伝説を築いた張本人。しかし羊谷の『砂燕』だけは攻略できず、十二支戦はある種の感慨に耽り見守った。
黒撰の監督となることを決めたのは、日が暮れるまで川原で一人練習をしていた小饂飩を毎日見ていたため（小説版参照）。
名前の由来はプロ野球選手の中村紀洋。連載当初の2001年に近鉄を優勝に導く活躍をした日本球界屈指の強打者であり、当時フルスイングの代名詞的選手であった。

### 私立凶賊星（ギャングスター）学園
十二支が四回戦であたった高校。ここ最近で急速に力をつけたと言われているが、その実態は野球の実力はありながらも様々な理由で野球界を去った選手を引き抜いて作られたチームであった。初回で十二支を先制するが、結束力の無さから守備のコンビネーションに綻びが生まれ敗北する。
Mr.クワットロ（本名不明）
右投右打 投手
5月2日生まれ 血液型A型 身長159cm 体重50kg
4番でエース。一人称が「ワシ」で、年寄り染みた口調で話し、外見と中身のギャップが激しい。初回で鹿目から満塁ホームランを打った。
『凶弾』という鋭いストレートを使うが、十二支には敵わなかった。
選抜編では埼玉代表選手となる。
Miss.ディエチ（本名不明）
3月30日生まれ 血液型O型 身長171cm 体重は秘密
監督。選手達からは「監督（ボス）」と呼ばれている。スタイル抜群の巨乳美女。使える選手を拾って育てる事を目的としている。16の時に額に傷のある男と同棲していた（不倫）。守備範囲は31から。試合後、アクシデントの形で猿野にバストを丸出しにさせられた。
石英（せきえい）
元エースピッチャーだった男。Mr.クワットロとして働いていたが、用済みにされた腹いせのために十二支に情報を提供した。彼自身は本名を明かすつもりは無かったが、梅星の取材ノート「萌えダイアリー」により正体が判明する。凶賊星の前に流紋工業に通っていた。

### 私立音瓶高校
ベスト16に入るほどの高校。「曇りなきメガネは世を見通す」が校訓であり、生徒全員にメガネの着用が義務付けられている。別紅を中心に、守備力の高い中堅クラスの実力を持つ。攻撃力も高く、新羅の俊足、パワーバッターの岩金の打力が攻撃力の鍵。
別紅飴理（べっこう あめり）
右投右打 投手
3月2日生まれ 血液型AB型 身長176cm 体重62kg（文庫版：64kg）
4番でエース。メガネの他に額にゴーグルを付けている。情に厚く紳士的な性格で、負けた相手でも尊敬に値する相手には素直に実力を認める。その際に自分のメガネを友情の証として渡す。口癖は「よくなくな〜い？」。
球のキレ、フォルム共に美しいと評判の『メガネカーブ』を使うが、普段から鹿目の剃刀カーブを見ている十二支の面々には通用せず大敗を喫した(断頭台でもバントでもなく普通のスイングでヒッティングした兎丸にさえ打たれた)。
十二支-武軍装戦の試合では観客席から久々に登場し、彼が獅子川に貸した特殊な眼鏡が大和攻略を助けた（結果はあと一歩でホームランというセンターフライ）。ただしこの試合では武軍も多数の違反行為をしていたとはいえ、スタンドとの情報や物品のやり取りは完全なルール違反である。
名前の由来は「鼈甲」と「べっこう飴」。
大正朗厳（たいしょう ろうがん）
監督。メガネをかけており、出っ歯。十二支を見下した態度で練習試合に臨み、別紅にノーヒットノーランを要求するほど十二支の戦力を低く見積もっていたが、圧倒的な実力差でほとんど采配を振ることなく敗れる。うまい表現が思い浮かばないとすぐ「アレ」と言い換えて代用する癖があり、あまりの「アレ」の多さに羊谷は会話の内容をよく掴めないまま試合に突入した。

### その他
私立名堀端高校
試合中であろうとベンチでスパゲッティを貪り食うスパゲティ好きの集まる高校。常に口元にはケチャップがついている。
凡此蝋色（ぼんごれ ろいろ）
投手
10月25日生まれ 血液型A型 身長176cm 体重67kg
エースピッチャー。必殺技の『ボンゴレシュート』で「ボイルしてやるぜ」と言い放つものの、試合は省略される。
名前の由来は「ヴォンゴレ」。
私立卍高校
エースピッチャーの無糧道を擁する強豪高だが、練習試合で華武高校に惨敗を喫した。県予選では1回戦でセブンブリッジに敗北。羊谷はそれまで対戦していた音瓶や名堀端を「前頭や十両クラス」と置いた上で卍を「役力士」と評し、格の高い部であることがうかがえる。華武の次に十二支という順番のダブルヘッダーで練習試合を組んでいたが、十二支が訪れた頃には華武の絶対的な力に部員が戦意喪失してしまっており試合は中止された。
無糧道育英（むりょうどう いくえい）
投手
『卍シュート』という変化球を投げる。鹿目とは同じ中学で、当時の鹿目が1度も勝てなかったほどの実力差でエースに君臨していた。
私立兄御田高校
アニメオタクの集まりという異様な高校。登場する選手たちもオタクのイメージそのままである。二回戦で華武高校に大敗した『忍火（しのび）高校』に一回戦で大差を付けられて負けていた。応援歌はアニメソング。ユニフォームや選手の名前は機動戦士ガンダムのパロディで、監督は宇羽（うぱ）という名前の赤ん坊である。エヴァネタやガンダムネタが日常会話となっている模様。11巻で願狩の次のメガネをかけたキャラが『新世紀エヴァンゲリオン』の主人公・碇シンジの台詞「逃げちゃダメだ」を連呼して観客から「シンジくん」と突っ込まれたり、願狩が意味不明の技で三振して観客から「技名だけは立派だー」と突っ込まれたりする。選手よりもはるかにたくましい体格の伝令がおり、なぜ彼が選手として出場しないのかとも突っ込まれていた。
先述したとおり、この学校の選手のギャグネタは大半がガンダムネタやエヴァネタである。ネタの代表例は、上記にあげたもの以外では「ビームサーベル」「連邦軍」など。観客から「ユニホームが連邦軍だー」、「応援歌がアニソン」などと突っ込まれていた。
番外編『帰ってきたMr.FULLSWING』ではビルドアップされた肉体で再登場した。
玉将高校（設置区分不明）
明らかにストーリー進行上の帳尻合わせではあったものの、十二支と並ぶ県予選ベスト4に名を連ねた。準決勝では華武・屑桐の前に出塁すらできぬまま敗退。県代表選手も出していることからそれなりのレベルを持っているようである。
私立江戸桜高校
前年度ベスト4（準決勝でセブンブリッジに埼玉ナンバー2の座を奪われた）の強豪校であり、セブンブリッジを相手にした際は前年のリベンジに燃えていたが結局はまたしても惨敗。試合前には監督と部員で「気力で勝て」「心力で勝て」など「○力で勝て」という内容でバリエーション豊かな声出しを行う（兎丸曰く「シバくんがあの学校入ったら一日で辞めそー」）など野球に対しては真剣だが、その声出しメニューからは「実力」が抜けている。

## 全国高校野球県対抗総力戦

### 埼玉選抜
県対抗総力戦の埼玉チーム。監督は白雪静山、主将は屑桐無涯。
白雪静山（しらゆき せいざん）
12月22日生まれ 血液型AB型 身長170cm 体重61kg
埼玉選抜総監督。22歳。
眼鏡を掛け帽子を被り、パイプを銜えた線の細い長髪の青年。オフタイムには着物を着用している。普段は柔和かつ飄々とした物静かな性格だが、野球の指導をする際は大胆不敵で冷徹な一面も見せ、自らのチームを最強のチームへ鍛え上げようと尽力する。
軽トラックを所持しており、山中で犬飼の足腰を鍛える特訓をするために使った。猿野・御柳・由太郎には『空蝉』をマスターするために日本刀を使う修行を課すが、方法を説明した後猿野達に日本刀を渡して部屋を出て行き、彼らには自由に練習させるなど放任主義的な面もある。
犬飼、辰羅川、御柳が尊敬している大神とはかつてバッテリーを組んでいた仲であり、静の秘打法『空蝉』を使う十二支高校野球部員だった。そして毎日のように野球部の練習を見に十二支高校へ来ていた犬飼達の事もかねてから知っていた（しかし、犬飼達は白雪の存在を知らなかった）。いつも3人でいた犬飼達の仲が険悪になっている事を気に掛け、彼らの和解に一役買う。なお、『空蝉』は大神と2人で開発した打法のようである。
大神照（おおかみ てる）
4月2日生まれ 血液型O型 身長183cm 体重74kg
犬飼、辰羅川、御柳の野球の師であり、十二支高校野球部の主将だった青年。「BIGにいこうぜ」が口癖で、語尾にはよく「って事」と付ける。世界一のスーパープレーヤーになる事が夢だった。犬飼・御柳の事はそれぞれ苗字で、辰羅川の事は「辰坊」と呼ぶ。
正義感が強く、子供好きで明朗快活な性格。5年前デパートで万引き（主犯は御柳で、犬飼は便乗、辰羅川は制止しようとしていた）の現場を店員に発見された3人を庇い、補導した事をきっかけに、部活の合間を見て河原に彼らを集め、野球の指導をするまでに親しくなった。犬飼達はデパートで出会う以前から大神のファンで、よく大神を見に十二支のグラウンドに行っていたらしい。特に犬飼は大神の球に心酔しており、3人で十二支に入学したら大神にOBとして『四大秘球』を教えてもらう約束を交わしていた。将来を期待された前途有望なピッチャーであったが、ある日、御柳がふざけて大神の帽子を奪い車道に出た所にダンプカーが突っ込んで来、彼を助けるために飛び出した大神はそのまま帰らぬ人となった（享年18）。
大神の遺品の1つは『四大秘球』をマスターするために彼が書き記した2冊のノートで、1冊は犬飼と辰羅川が、もう1冊は御柳が所持していた。犬飼達は白雪に知らされるまでもう1冊ノートがある事を知らなかったが、誤解が解けた後、御柳がノートを犬飼達に譲渡。犬飼は大神の『四大秘球』を会得する事が出来た。もう1つの遺品は、大神が3人に出会った日に「（万引きするほど欲しかったものが）これだけあれば悪い気も起こさないだろう」と大量に買い与えた松井のキーホルダーである。
名前の由来は「狼」と「天照大神」。
猿野の明るく前向きな言動は大神に良く似ているようで、犬飼、辰羅川、御柳のそれぞれに彼の面影を彷彿とさせている。
埼玉選抜のメンバー
- 投手 / 屑桐、犬飼、村中魁、中宮影州、帥仙、Mr.クワットロ、沖
- 捕手 / 村中由太郎、中宮紅印
- 一塁手 / 虎鉄、御柳
- 二塁手 / 王、小饂飩（初戦の雨天中止の試合では遊撃手）
- 三塁手 / 猿野、霧咲（決勝では外野手）
- 遊撃手 / 久芒（初戦の雨天中止の試合では二塁手）、泥片
- 外野手 / 牛尾、兎丸、朱牡丹、神鷹

### 大阪選抜
甲子園代表校は「豊臣高校」。甲子園初戦で華武を破り、全国制覇を果たした。日本初のメジャーリーガー・雉子村九泉が監督を務めており、その息子の雉子村黄泉はメジャー級の実力を持つエースピッチャーである。モチーフは「鳥の名前」。
雉子村黄泉（きじむら よみ）
3年 右投右打 投手
12月31日生まれ 血液型A型 身長187cm 体重81kg
豊臣高校の主将。九泉の実の息子にして、メジャー級の実力を誇るエースピッチャー。猿野の2歳上の実兄。長髪で金髪、左顔面に刺青（もしくはフェイスペイント）を施してサングラスを着用していた。10年前両親が離婚してからは九泉に引き取られ、彼と共に渡米し、父子家庭で育つ。1年前までアメリカに在住しており、そのため英語が流暢。日本語は片言気味かと思われたが、実は普通に話せる。メジャーを知ったためか日本の野球を矮小だと見下している（ただし、チームメイトの鵙来の実力だけは認めており、メジャーを目指していない事を勿体ないと思っている）。その風貌からよく「ヤンキー」と言われている。
常に傲岸不遜で冷徹な態度を取り、実弟の猿野の事も散々見下し侮蔑していたが、それは九泉の復讐に彼を巻き込まないためにわざと取った行動のようであり、九泉について行ったのは夢に破れ絶望した彼を放っておけなかったため、帰国したのは日本に残してきた猿野と母に一目でも良いから会いたいといかなり遠回しな優しさがあった故のこと。県対抗総力戦に於ける決勝戦にて猿野と激闘を繰り広げた末敗退、「お前はお前で生きていけ」と言葉を残し、父と共にアメリカへ戻っていった。
160km（100マイル）の急速を誇るストレートとフォークボールを使っていたが、大きく振り被ったフォームから投げ出され、残像を利用し、球がバットをすり抜けたと錯覚させる『黒光（ブラックレイ）』という魔球が彼の本当の切り札である。
名前の由来は雉と黄泉。
鵙来九郎（もずく くろう）
3年 右投右打 一塁手
7月5日生まれ 血液型B型 身長172cm 体重65kg
4番バッターを張る実力者で、府内一のスラッガーとの異名を持つ。一試合で4ホームランという、高校記録を塗り替える偉業を成し遂げた。
誰に対してもオープンでノリの良い明るい性格だが、不敵な面も持つ。お笑い（特に吉本）が好きで、猿野とショートコント「お医者さん」を披露した。黄泉からメジャー進出を誘われているが、「家族や友達と離れるのは寂しいから」という理由で興味はないらしい。阪神の大ファンで、卒業後は念願叶って入団する。自称「アイシールド21」。埼玉選抜戦では屑桐の『五光裂華・旋風』を破るなど、府内一のスラッガーに相応しい実力を見せ付けるが、犬飼の『臥竜点睛』には敵わなかった。
特技は片足を軸にし回転しながらのスイング『大回転打法 独楽鳥（だいかいてんだほう こまどり）』と、それより更に倍の回転をかける『極大回転打法 鬼独楽（きょくだいかいてんだほう おにごま）』。
名前の由来は鵙と鴉（英語で「クロウ（Crow）」）。
鴨神時守（かもがみ ときもり）
3年 右投右打 二塁手
1分に満たない程の雑談でも「長話」と言い切る、スケジュールが全ての堅物。眼鏡を掛け、敬語を話す。猿野曰く「関西版モミー（辰羅川）」。『試合指揮者（ゲームコンダクター）』の異名を持つが、全打席見事に三振。
名前の由来は鴨。
鷹羽寛治（たかばね かんじ）
3年 右投右打 三塁手
計算ずくで動く事が大嫌いな、その場その場の臨機応変で動く事を好む豪快な性格。そのため鴨神とはウマが合わない。プロレス好きのようで、初登場時は鴨神にドロップキックと逆えびを喰らわせ、試合中も猿野とプロレス試合を繰り広げ、三振後は敗北したレスラーの如く戻っていった。
名前の由来は鷹。
日夜鳥咲良（ひよどり さくら）
3年 右投右打 中堅手
アフロヘアーにサングラスのオカマ。過激でホットなセクシーが大好きな、自称「愛の奴隷にしてセクシーの伝道師」。チームメイトからは「大阪のピンクの堕天使」、「大阪の恥部」と呼ばれており、彼等の頭痛のタネで、黄泉にも鬱陶しがられている。猿野とは意外と気が合う。桃食曰く「紅印そっくり」。三振後はなぜかチームメイトが心の底から喜んだ。穿いているユニフォームのズボンはベルボトムタイプ。
名前の由来は鵯。
雉子村九泉（きじむら きゅうせん）
大阪選抜総監督。マントを羽織い、顔に無数の傷を持つ隻眼の男。作中における日本初のメジャーリーガー。それもあってか日本の野球を矮小だと見下している。天国の実父だが、自分の息子は黄泉1人と言い切り、天国の事は認めようとしない。
10年以上前にはメジャー進出が決定していたが、事故に遭い身体が不自由となりメジャー挑戦への道が潰えてしまう。その際散々自分をこき下ろした日本球界とマスコミに復讐するため、黄泉をプロへと育て上げようと目を付けた。

### 北海道選抜
甲子園代表校は「大雪山高校」。埼玉選抜の初戦の相手。最初は埼玉選抜を押していたが、悪天候のため試合中止となったその翌日、衝突を乗り越えメンバー入りした猿野達の力によって敗れ去る。苗字が主に北海道の地名である。
長万部道楽（おしゃまんべ どうらく）
右投右打 捕手
6月29日生まれ 血液型B型 身長203cm 体重122kg
チーム1の巨漢かつ豪快な性格で、初登場時はカニを殻ごと食べていた。猿野曰く「カニ食いゴリラ」。最初は猿野達埼玉選抜を虚弱扱いして馬鹿にしていたが、敗退後は彼等の実力を認め、新鮮な北海道の幸を御馳走した。埼玉選抜戦では、黒撰高校の村中魁の『小町』をホームランにするなどの実力を持っていたが、再試合での犬飼の終の秘球『白竜』は打ち取れなかった。
名前の由来は地名の長万部。
白糠乙女（しらぬか おとめ）
右投右打 投手
9月5日生まれ 血液型AB型 身長167cm 体重55kg
男にしては可愛い外見をしており女と間違われる事を嫌う。甲子園のために遠方まで来させられた事を面倒くさがっていた。チーズが好物で、隙あらばカマンベールチーズと思われるものを食べている。
名前の由来は地名の白糠町。
神威狼牙（かむい ろうが）
右投右打 遊撃手
11月27日生まれ 血液型O型 身長174cm 体重64kg
獣の毛皮を頭から被っており、野生児を思わせる風貌をしている。
名前の由来はカムイ及びアイヌに神聖視されている狼。

### 徳島選抜
埼玉選抜と2回戦で対戦。法被のようなユニフォームに身を包み、監督の鉢須賀半天（はちすか はんてん）を含めた全員がほっかむりをしている。応援スタンドでは夏の風物詩である阿波踊りが女性達によって披露されていた。
鳴滝連（なるたき れん）
左投左打 投手
両目の周りにアイラインを施し、右頬に小さく渦巻きが描かれている。トルネード投法から繰り出されるアンダースロー、『鳴戸大渦投法』を使い三者三振の凡退をさせる。屑桐が不調だった事もあり屑桐のトルネードをバカにして埼玉選抜を一時は追い詰めるものの、降板した屑桐に代わって登板した帥仙の『スカイダイバー』と埼玉打線に敗北。

## その他の人物
灰狼稔（はいろう みのる）
黒豹の親友。十二支とは別の進学校に通っている。事故に遭った黒豹の元へ赴いた猿野と子津に病室で会い、黒豹の事情を2人に説明する。再登場時は黒豹の頼みで彼の車椅子を押し、彼もまた黒撰戦を観に来た。
名前の由来はハイイロオオカミ。また、『黒』豹、『白』鴎、『灰』狼とモノクロカラーで揃えている。鳥居凪の兄である剣菱以外では、十二支の生徒ではないのに苗字に動物名（大阪選抜選手の苗字のような鳥の種類は除く）が入っている唯一のキャラクターである。
山嵐大九郎（やまあらし だいくろう）
元十二支高校野球部監督。10月4日生まれ。天秤座。血液型B型。身長199cm。体重132kg。趣味・特技は伐採・ログハウス作り。好きなものは自分で漬けた漬物・古酒。苦手なものは都会暮らし・近頃の電製品。
20年前に十二支が甲子園3連覇を成し遂げた当時の監督であったが、彼のトレーニングは少数の主力部員だけを選んで高度な訓練を施し、その他の部員は最初から切り捨てるという冷徹な方法であったため、後に彼はこの点を問題視されて監督を解任されたという（当時の野球部員の一人であった羊谷の証言）。
黒撰との戦いのための「島流し」が行われた地である「獄楽島」に住む。通称「棟梁」。びっしりと髭を生やしたザンバラ髪というその風貌はさながら山賊の親分である。猿野に剛の秘打法『覇竹』を伝授した。村中に『覇竹』を伝授したのも彼であり、村中からは今でも「山嵐監督」と呼ばれている。
獄楽島合宿で脱落した部員、治療のため参加しなかった牛尾を当初は除籍する予定であったが、猿野達の抗議によって除籍を取り止めた。
名前の由来はヤマアラシとサイクロン。
山嵐こきり（やまあらし こきり）
7月11日生まれ 血液型O型 身長133cm 体重30kg
山嵐の孫娘。「棟梁の孫って絶対ウソだろ」とまで言われる程の可愛らしい少女。小柄で色黒。少し妙な敬語を話す。十二支の特訓中の間、彼等の衣食住の面倒を見てくれた。
球頭神八郎（たまとう しんぱちろう）
全国高校野球連盟理事長。真に全国で最も強い都道府県はどこなのかを知るため、予選大会閉会式にて第1回全国高校野球県対抗総力戦の開始を告げる。常に大声を張り上げる豪快な気質で、頭に野球の球の網目のような模様がある。2mを越す大柄な体格で、紋付袴を着ている。
由太郎曰く「怒った時のオヤジ」。
屑桐無汰（くずきり むた）
屑桐無涯の弟にして屑桐家次男。11歳。母親の手術へ屑桐を連れて行くため、彼の居る甲子園球場へと赴いた。屑桐を「むが兄ちゃん」と呼び、とても慕っている。
地井鎌夫（ちい かまお）
「校長先生」という通り名を持ち、川原に住んでるおっさん。レギュラー決定日に遅れた監督の代理を務めていた。名前の通りいつもチーかま（チーズかまぼこ）を食べていて、メガネのつるをセロテープで留めている。代理はバイトで仲間がいるらしい。野球に関しては無知だが、猿野は「キングオブキングス十二支最強のスラッガー地井鎌夫先輩」と言っている。紫SHIKIBUに対抗した変態系アイドルユニット・猿野天国インデシベルのギター担当に彼によく似た人物がいる。極楽島での合宿で行われた修練「双子遠泳」に登場し、島に上陸した。
文庫版オマケ漫画では温泉にて獅子川に洗われ、50年ぶりのいい湯でイケメンのジェントルマンに生まれ変わった。
我修院翔英（がしゅういん しょうえい）
スポーツ生理学の講師（実は猿野の変装）。右手は毒手（自称）。我修院式スポーツなら1日で30キロの減量が可能らしい。
内容はテレビでやっているやつに似ているが内容はデスゲームそのものであり、常人ではまず不可能。上空40メートルにある壁に向かって助走をつけトランポリンに乗りジャンプし高さを競う「ウォールダイビング」や握手、二人一組で1問答えるのにフルマラソンの距離を走破して解答権を手に入れる「クイズラン&ブレイン」、子津デザインのねずみを叩く「ねずみバスターズ」や巨人と変な小人相手にステージに竜巻が現れるほどの風速で吹く「エアーサッカー」、一等の的が字がやっと書ける位の大きさしかないダーツなど、死人が続出するようなゲームを用意した。子津は一等のリリーフカーを当てた。金貨の代わりの金のチロルチョコは一個10万スクレ相当。
先生（仮称）
猿野、沢松のクラスの国語の担任。二人が騒いだときに授業を中断して「第一回暗黒武闘大会」を開催した。